# Vụ phát tán video Senkaku năm 2010
Vụ phát tán video Senkaku năm 2010 (hoặc Vụ phát tán video va chạm ngư thuyền Trung Quốc tại quần đảo Senkaku (Nhật: 尖閣諸島中国漁船衝突映像流出事件)) là một vụ phát tán các video ghi hình vụ va chạm tàu Senkaku năm 2010 trên mạng chia sẻ YouTube do một sĩ quan trưởng của Lực lượng Bảo vệ bờ biển Nhật Bản khu vực Kobe thực hiện.
Trước thời điểm phát tán, Lực lượng Bảo vệ bờ biển Nhật Bản khu vực Ishigaki đã ghi hình diễn biến vụ va chạm tàu Senkaku năm 2010 và sau đó đệ trình video dưới dạng CD-ROM đến Văn phòng Công tố khu vực Naha để tổng hợp bằng chứng tư pháp truy tố thuyền trưởng tàu cá người Trung Quốc. Chính phủ Nhật Bản bị công luận chỉ trích rằng đã tiến hành can thiệp chính trị vào tư pháp, các cơ quan công tố địa phương bị cáo buộc vi phạm pháp quyền Nhật Bản khi miễn truy tố thuyền trưởng người Trung Quốc do lo ngại sự leo thang căng thẳng trong quan hệ Nhật Bản–Trung Quốc. Trong thời gian chờ truy tố thuyền thưởng tàu cá Trung Quốc tại Nhật Bản, Lực lượng Bảo vệ bờ biển Ishigaki đã giữ lại một video bản sao và lưu trữ trong một thư mục được chia sẻ trên máy chủ mạng nội bộ, vốn cho phép bất kỳ sĩ quan nào cũng có thể tự do tiếp cận và sao chép.
Vụ phát tán tiếp tục đẩy quan hệ Nhật Bản–Trung Quốc lên đỉnh điểm căng thẳng, gây sụt giảm nghiêm trọng tín nhiệm nội các Kan Naoto đối với công chúng Nhật Bản, kéo theo nhiều tranh cãi trong lòng chính trường nước này. Định nghĩa "bí mật quốc gia" và "quyền được biết" được đàm luận rộng rãi trong giới chính khách và học giả. Truyền thông Nhật Bản hứng chịu "cú sốc" khi đặc quyền đưa tin bị người tố giác phá vỡ. Sự kiện được xem là đã góp phần làm trỗi dậy chủ nghĩa dân tộc Nhật Bản, đồng thời xúc tác cộng hưởng khuếch đại biểu tình phản đối quần đảo Senkaku năm 2010. Vụ phát tán diễn ra khi đảng Dân chủ nắm quyền đã để lại dư âm ảnh hưởng đến nền dân chủ, pháp quyền, tam quyền phân lập tại Nhật Bản thời điểm đó.

## Bối cảnh
Ngày 7 tháng 9 năm 2010, tàu cá Trung Quốc Mân Tấn Ngư 5179 va chạm với các tàu tuần tra Lực lượng Bảo vệ bờ biển Nhật Bản ngoài khơi quần đảo Senkaku do Nhật Bản kiểm soát và được nước này xem là một phần của Okinawa. Lực lượng Bảo vệ bờ biển ở Ishigaki đệ trình vụ việc lên Văn phòng Công tố khu vực Naha ngày 9 tháng 9; các thuyền viên (ngoại trừ thuyền trưởng Chiêm Kỳ Hùng) của Mân Tấn Ngư 5179 bị trục xuất về Trung Quốc vào ngày 13 tháng 9. Bốn người Nhật làm việc trong zaibatsu Fujita bị chính phủ Trung Quốc bắt giữ vào ngày 23 tháng 9 tại Thạch Gia Trang thuộc Hồ Bắc với cáo buộc gián điệp. Ngày 16 tháng 9, Bộ trưởng Đất đai, Hạ tầng, Giao thông và Du lịch (là cơ quan chủ quản của Lực lượng Bảo vệ bờ biển) Maehara Seiji đến thị sát Lực lượng Bảo vệ bờ biển Ishigaki về vụ va chạm ngư thuyền. Tại Hội nghị Thượng đỉnh Hoa Kỳ–Nhật Bản ngày 23 tháng 9, Tổng thống Hoa Kỳ Barack Obama và Thủ tướng Nhật Bản Kan Naoto cùng hội đàm vấn đề va chạm ngư thuyền; Bộ trưởng Ngoại giao Hoa Kỳ Hillary Clinton kêu gọi Nhật–Trung đàm phán hòng tránh để xảy ra tác động tiêu cực lâu dài đến khu vực. Ngay ngày hôm sau, Văn phòng Công tố khu vực Naha phán quyết phóng thích thuyền trưởng Chiêm Kỳ Hùng sau một thời gian bị giam giữ chờ xét xử tại Nhật Bản. Công tố viên của cơ quan này giải thích việc phóng thích là do lo ngại tác động xấu xảy đến với công dân Nhật Bản lao động tại Trung Quốc và quan hệ hai nước trong tương lai. Tối cùng ngày, Chánh Văn phòng Nội các Sengoku Yoshito tuyên bố "các công tố viên khu vực Naha đã phán quyết phóng thích thuyền trưởng ngư thuyền Trung Quốc," đồng thời khẳng định không có sự can thiệp chính trị vào vụ án dân sự này.

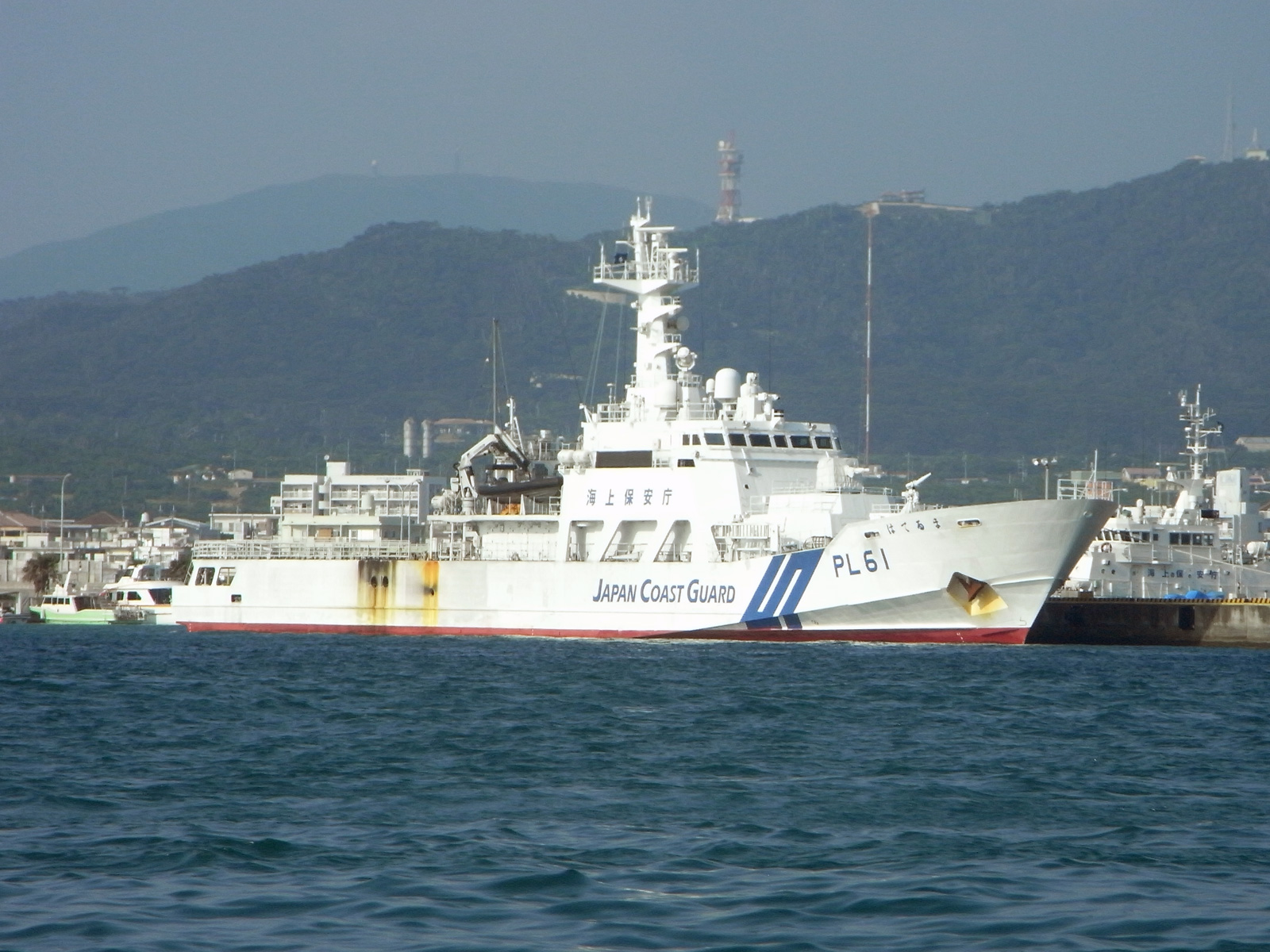
Tàu tuần tra lớp Hateruma số hiệu PL61 là chiếc tàu đã ghi hình lại vụ va chạm.

Khoảng 4 giờ sáng (JST) ngày 25 tháng 9, thuyền trưởng Chiêm Kỳ Hùng rời khỏi Nhật Bản về Phúc Kiến trên một chuyến bay đặc quyền do chính phủ Trung Quốc điều động. Bộ Ngoại giao Trung Quốc tuyên bố "Nhật Bản đã giam giữ bất hợp pháp thuyền trưởng, xâm phạm lãnh thổ và chủ quyền Trung Quốc. Điếu Ngư [quần đảo Senkaku theo cách gọi của Trung Quốc] là phần lãnh thổ đặc biệt của Trung Quốc, các thủ tục tư pháp Nhật Bản [tại đây] là bất hợp pháp và không hợp lệ. Nhật Bản phải xin lỗi và bồi thường cho Trung Quốc trong trường hợp này." Thủ tướng Nhật Bản Kan Naoto khẳng định việc phóng thích hoàn toàn là một "quyết định của cơ quan công tố". Văn phòng Công tố khu vực Naha giải thích họ phóng thích Chiêm Kỳ Hùng vì cho rằng tàu tuần tra của Lực lượng Bảo vệ bờ biển Nhật Bản không bị hư hại và không ai bị thương. Bộ trưởng Tư pháp Yanagida Minoru khẳng định "chúng tôi quyết định phóng thích sau khi đình chỉ xét xử vì thuyền trưởng người Trung Quốc không có án tích, không ủ mưu [va chạm] từ trước, không gây thiệt hại về người, [và trên cơ sở] xem xét tầm quan trọng của [việc giữ gìn] quan hệ Nhật Bản–Trung Quốc." Vì lập trường vốn đã cứng rắn của phía Trung Quốc càng trở nên gay gắt hơn sau vụ va chạm, Ủy ban Ngân sách Chúng Nghị viện vào ngày 30 tháng 9 yêu cầu chính phủ Nhật Bản công khai video ghi hình vụ việc. Thủ tướng Kan bày tỏ "xin lỗi vì đã làm quốc dân lo lắng" và nói thêm "chúng ta phải giữ vững lập trường kiên quyết rằng quần đảo Senkaku là lãnh thổ cố hữu của Nhật Bản." Tại phiên họp của Ủy ban Ngân sách ngày 1 tháng 11 năm 2010, một video dài hai tiếng sau khi biên tập cắt giảm thành 6 phút 50 giây được chiếu công khai trước 30 nghị sĩ Chúng Nghị viện (bao gồm Chủ tịch Ủy ban Ngân sách và Nghị trưởng Chúng Nghị viện). Đảng Dân chủ Tự do đối lập yêu cầu công khai đầy đủ nội dung video, song đảng Dân chủ cầm quyền phủ định với giải thích rằng "[điều đó] không tốt sau nhiều sự cân nhắc."

## Phát tán video
Khoảng 21 giờ (JST) ngày 4 tháng 11 năm 2010, sáu video với tổng thời lượng 44 phút được tài khoản người dùng 'sengoku38' đăng tải lên YouTube (thông tin tài khoản giới thiệu người đăng 25 tuổi, quốc tịch Nhật Bản). Nội dung các video ghi hình lại diễn biến vụ va chạm giữa các tàu tuần tra Lực lượng Bảo vệ bờ biển Nhật Bản với một ngư thuyền Trung Quốc ngoài khơi quần đảo Senkaku. Tên tài khoản người dùng 'sengoku38' được cho là châm biếm Chánh Văn phòng Nội các Sengoku Yoshito hoặc châm biếm đảng Dân chủ hoặc gợi nhắc Thời kỳ Chiến Quốc. Lực lượng Bảo vệ bờ biển Nhật Bản sáng ngày 5 tháng 11 tiến hành xác thực video và cho biết "có khả năng [những video này] là hàng thật." Google Nhật Bản xác nhận người dùng 'sengoku38' đã xóa tài khoản và video gốc vào buổi sáng cùng ngày lúc 7 giờ 40 phút, Google Nhật Bản từ chối trả lời bất kỳ câu hỏi nào nhưng tuyên bố sẽ hợp tác nếu có lệnh điều tra. Video gốc của 'sengoku38' được nhiều người dùng khác tải xuống và phát tán một lượng lớn bản sao trên các dịch vụ lưu trữ video khác cũng như dịch vụ mạng xã hội (Twitter, 2channel, Niconico). Cựu giám đốc Văn phòng An ninh Nội các Sasa Atsuyuki cho rằng "không ngoại trừ khả năng người tố giác thuộc Lực lượng Bảo vệ bờ biển Nhật Bản hoặc Văn phòng Công tố tỏ ra không hài lòng về tình hình thực tế an ninh lãnh thổ Nhật Bản cũng như thái độ của chính phủ Nhật Bản trong việc phóng thích thuyền trưởng Trung Quốc. Có lẽ đủ thuyết phục để tin rằng đây là phát tán có chủ ý." Ngày 8 tháng 11, Văn phòng Công tố khu vực Tokyo và Sở Cảnh sát Thủ đô Tokyo cáo buộc Lực lượng Bảo vệ bờ biển Nhật Bản biển thủ, trộm cắp, vi phạm nghĩa vụ bảo mật Luật Công vụ quốc gia, vi phạm Đạo luật Cấm truy cập máy tính trái phép, song lại không xác định được nghi phạm. Các tranh cãi xoay quanh định nghĩa "bí mật quốc gia" và "quyền được biết" nổi lên tại Nhật Bản ngay sau vụ phát tán. Đặc quyền đưa tin của giới truyền thông Nhật Bản bị phá vỡ khi cá nhân dễ dàng truyền tải thông tin trực tiếp đến công chúng qua Internet, dẫn đến nguy cơ người tố giác và hành vi phát tán thông tin bí mật tái diễn thường xuyên do sức ép công luận giữa các phán quyết có tội hay công lý chính trực.

### Xác định phát tán
Cựu Chánh Văn phòng Nội các Sengoku Yoshito giải thích luật định tại Nhật Bản vào ngày 26 tháng 10 năm 2017 (khoảng 7 năm sau sự kiện).
Google Nhật Bản (cũng điều hành dịch vụ YouTube tại nước này) được yêu cầu cung cấp nhật trình truy cập địa chỉ IP của tài khoản người dùng 'sengoku38' vào ngày 9 tháng 11 năm 2010, Văn phòng Công tố khu vực Tokyo phát hiện địa điểm phát tán video Senkaku nằm tại một quán cà phê manga thuộc Kobe. Ngay lập tức, Sở Cảnh sát Thủ đô Tokyo đặc phái một điều tra viên đến quán cà phê manga đó và trích xuất camera quan sát cùng thông tin hồ sơ khách hàng, trong khi Sở Cảnh sát tỉnh Okinawa điều tra hồ sơ khách hàng tại nhiều quán cà phê Internet trong phạm vi thành phố Naha. Văn phòng Công tố khu vực Tokyo trước đó nghi ngờ video bị phát tán từ Lực lượng Bảo vệ bờ biển trên đảo Ishigaki (thuộc tỉnh Okinawa) hoặc Văn phòng Công tố khu vực Naha (cũng thuộc tỉnh Okinawa); địa điểm phát tán video tại Kobe làm tăng mối nghi ngờ vụ việc có liên quan đến bên thứ ba. Giữa trưa ngày 10 tháng 11, sĩ quan 43 tuổi thuộc Phân khu Lực lượng Bảo vệ bờ biển Nhật Bản vùng 5 tại Kobe thừa nhận phát tán video Senkaku trên YouTube; Yomiuri Telecasting Corporation (trụ sở Ōsaka) ngay lập tức loan báo tin về sĩ quan này, đồng thời cho biết phóng viên đài và viên sĩ quan nói trên (chỉ được đề cập đến bằng tên 'sengoku38' trên truyền thông) đã bắt liên lạc với nhau vài ngày trước đó và có một cuộc trao đổi trong hai giờ tại Kobe. Sau khi xuất trình giấy tờ cho thấy bản thân là một sĩ quan, người này lên tiếng: "Có thể che giấu luôn được sao? Nếu tôi không làm [phát tán], nó [video] có thể bị chôn vùi vào bóng đêm rồi biến mất không một vết tích. Quốc dân có quyền xem video đó. Tôi đã làm một mình mà không tham vấn ý kiến bất kỳ ai." Viên sĩ quan thừa nhận với thượng cấp rằng mình đã phát tán video vào 9 giờ sáng ngày 10 tháng 11, Tư lệnh Lực lượng Bảo vệ bờ biển Nhật Bản Suzuki Hisayasu nhận báo cáo về vụ việc lúc 9 giờ 30 phút cùng ngày.
Ngày 11 tháng 11, một số sĩ quan Lực lượng Bảo vệ bờ biển Nhật Bản cung cấp cho Sở Cảnh sát Thủ đô và Văn phòng Công tố khu vực Tokyo thông tin rằng "có một video nằm trong một thư mục được chia sẻ trên máy chủ của Lực lượng Bảo vệ bờ biển Nhật Bản đến tận giữa tháng 10, các sĩ quan Lực lượng Bảo vệ bờ biển Nhật Bản trên toàn quốc có thể xem thông qua mạng nội bộ (Intranet) mà không bị hạn chế truy cập và không cần mật khẩu. Lực lượng Bảo vệ bờ biển Ishigaki thuộc Phân khu Lực lượng Bảo vệ bờ biển Nhật Bản vùng 11 (Naha) lưu trữ video đó trong một thư mục dùng chung tại Học viện Lực lượng Bảo vệ bờ biển (ở Kure, Hiroshima) làm tư liệu giảng dạy. Vào giữa tháng 10, chính phủ Nhật Bản đưa ra chỉ thị quản lý triệt để thông tin và video đã bị xóa." Sĩ quan 43 tuổi (đã được xác nhận chính là 'sengoku38') thuộc Lực lượng Bảo vệ bờ biển Kobe giải thích "video đó nằm trong trạng thái mà bất kỳ sĩ quan Lực lượng Bảo vệ bờ biển nào cũng có thể xem. Tôi đã sao ra USB từ máy tính của tàu tuần tra." Tổ Chuyên án số 1 thuộc Sở Cảnh sát Thủ đô tiến hành khám nhà và tịch thu máy tính cá nhân của sĩ quan 'sengoku38' vì nghi ngờ vi phạm nghĩa vụ bảo mật Đạo luật Công vụ quốc gia, đồng thời điều một điều tra viên đến Phân khu Lực lượng Bảo vệ bờ biển Nhật Bản vùng 11 (Naha) để giám định nhật trình lịch sử trao đổi dữ liệu giữa các máy tính cá nhân.
Ngày 12 tháng 11, sĩ quan 'sengoku38' bước vào phiên điều trần "tự nguyện" ngày thứ ba tại Phân khu Lực lượng Bảo vệ bờ biển Nhật Bản vùng 5, luật sư bào chữa phàn nàn rằng "tình trạng lấp lửng nửa bắt nửa không này là bất thường." Đồng quan điểm, cựu công tố viên Takai Yasuyuki "tự hỏi liệu nhà chức trách điều tra có quyền bắt giữ hay khởi tố không? Vụ việc này gần như phải bắt giữ, nếu tiếp tục kéo dài thì sẽ bất hợp pháp. Giới hạn thời gian phán quyết đang đến gần." Giáo sư danh dự Tsuchimoto Takeshi nghiên cứu luật hình sự thuộc Đại học Tsukuba phân tích "điều quan trọng là ý muốn tự do của người đó. Nếu anh ta muốn về nhà thì cũng không có gì bất hợp lý. Nếu anh ta ở vào thế bị điều tra tại gia, thì về nhà là lẽ đương nhiên". Chủ tịch Trung tâm Luật sư hình sự thuộc Liên đoàn Luật sư Nhật Bản Maeda Yuji bày tỏ "phụ thuộc vào ý định của đương sự, song thực tế là rất khó để tiếp tục giữ anh ta lại lâu hơn nữa." Khoảng 0 giờ ngày 13 tháng 11, sĩ quan 'sengoku38' tạm trú tại Phân khu Lực lượng Bảo vệ bờ biển Nhật Bản vùng 5 phát biểu "Tôi bày tỏ lời xin lỗi chân thành vì vụ việc làm náo động công luận và gây phiền hà lớn đến nhiều người. Ở lại đây ba ngày liên tiếp là ý muốn của tôi. Nếu tôi rời khỏi tòa nhà này sẽ gây phiền hà tới rất nhiều người. Xin hãy kiềm chế đưa những tin tức quá dồn dập."

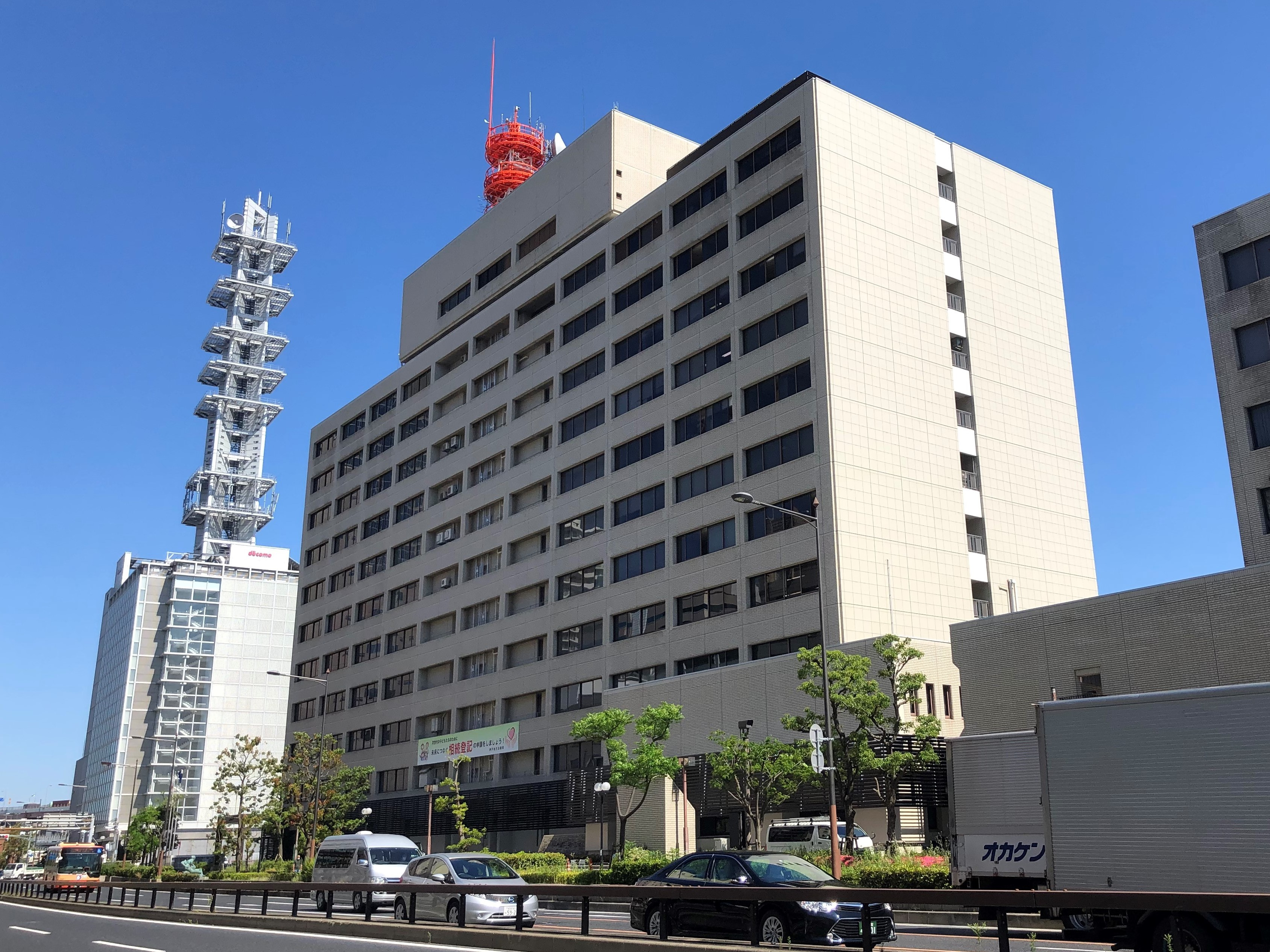
Phân khu Lực lượng Bảo vệ bờ biển Nhật Bản vùng 5 (hình) là nơi tiến hành phiên điều trần "tự nguyện" sĩ quan 'sengoku38' thuộc Lực lượng Bảo vệ bờ biển Kobe.

Chiều tối ngày 15 tháng 11, Văn phòng Công tố khu vực Tokyo phán quyết đình chỉ bắt giữ sĩ quan và tiếp tục điều tra theo hướng tự nguyện, các công tố viên Văn phòng Công tố khu vực Tokyo giải thích "không ai có thể tuyên bố rằng vụ việc đáng bị trừng phạt" và "công luận đang gây áp lực" cũng như những đánh giá tư pháp coi trọng hành vi của sĩ quan 43 tuổi. Sở Cảnh sát Thủ đô nhận định "không thể truy tố chỉ bằng duy nhất lời giải thích từ sĩ quan. Tất yếu phải thu thập bằng chứng khách quan. Quá trình điều tra mới chỉ bắt đầu. Mấu chốt của việc bắt giữ là tính chất 'thông tin mật', vì video chưa được công khai và bị giới hạn trong Lực lượng Bảo vệ bờ biển, gián tiếp thừa nhận rằng video tương đương với nhãn 'thông tin mật' theo Đạo luật Công vụ quốc gia. Tuy nhiên, rất nhiều sĩ quan Lực lượng Bảo vệ bờ biển đã có thể xem video, dẫn đến khuynh hướng đánh giá theo 'mức độ thiệt hại' là thấp." Văn phòng Công tố khu vực Tokyo đánh giá mức độ 'thông tin mật' giảm đi so với quan điểm ban đầu, xem xét tính cân bằng nặng nhẹ khi (giả sử) bắt giữ sĩ quan trong khi thuyền trưởng tàu cá Trung Quốc lại không bị truy tố. Bộ trưởng Đất đai, Hạ tầng, Giao thông và Du lịch Mabuchi Sumio phát biểu: "Tôi không nghĩ rằng chúng ta có thể đưa ra bình luận về những phán đoán sơ bộ và phương pháp điều tra," trong khi Chánh Văn phòng Nội các Sengoku Yoshito tuyên bố "đây là tình huống khủng hoảng vô tiền khoáng hậu khi các tài liệu điều tra [dân sự] bị phát tán". Ngày 22 tháng 11, sĩ quan 'sengoku38' lâm bệnh nên được điều chuyển công tác trên đất liền; bác sĩ cấp giấy chứng nhận y tế không đủ điều kiện làm việc trên tàu từ chối tiết lộ tên bệnh vì "đó là quyền cá nhân." Chính phủ Nhật Bản đệ trình video dài 44 phút lên Nghị trưởng Chúng Nghị viện Nishioka Takeo vào cùng ngày.
Ngày 24 tháng 11, Ủy ban Ngân sách Chúng Nghị viện nhất trí tán thành quyết định sao chép video do chính phủ đệ trình và gửi bản sao đến các đảng phái chính trị (đảng cầm quyền và đảng đối lập) cũng như truyền thông Nhật Bản. Ngày 25 tháng 11, Văn phòng Công tố khu vực Tokyo và Sở Cảnh sát Thủ đô cho biết 'sengoku38' đã gửi đi một phong bì không ghi thông tin trên vỏ, bên trong chứa một thẻ SD lưu trữ video Senkaku đến CNNj (phiên bản Nhật ngữ của đài CNN) trước khi phát tán trên YouTube; rốt cuộc CNNj đã loại bỏ thẻ SD do lo ngại có virus. Ngày 18 tháng 12, sĩ quan 'sengoku38' nộp đơn từ chức khỏi đơn vị, song Lực lượng Bảo vệ bờ biển Nhật Bản cho biết sẽ không chấp nhận đơn từ chức nào vào thời điểm đó và dự định kỷ luật sĩ quan vào cuối năm. Ngày 22 tháng 12, Sở Cảnh sát Thủ đô gửi báo cáo điều tra với lập luận "thông tin mật có quyền được biết dựa vào quyền hạn chức vụ" đến Văn phòng Công tố khu vực Tokyo để xem xét cáo buộc vi phạm Đạo luật Công vụ quốc gia. Lực lượng Bảo vệ bờ biển cùng ngày ra thông cáo sĩ quan 'sengoku38' bị đình chỉ một năm, trong khi Tư lệnh Suzuki Hisayasu cùng 23 sĩ quan chỉ huy tại vùng 11 bị kỷ luật cảnh cáo, Bộ trưởng Đất đai, Hạ tầng, Giao thông và Du lịch Mabuchi Sumio trả lại 1/10 tiền lương hàng tháng, và chiều hôm đó, đơn xin từ chức của 'sengoku38' được chấp thuận. Ngày 21 tháng 1 năm 2011, cựu sĩ quan Lực lượng Bảo vệ bờ biển Kobe (lúc này được công khai tên là Masaharu Isshiki) và thuyền trưởng Mân Tấn Ngư 5179 Chiêm Kỳ Hùng được Văn phòng Công tố khu vực Tokyo phán quyết hủy bỏ mọi khởi tố xét xử; đại diện Văn phòng Công tố cho biết "không thể phủ nhận rằng có nhiều điểm bất hợp lý trong cách quản lý video [của Lực lượng Bảo vệ bờ biển]. Phương thức thu thập thông tin của cựu sĩ quan không gây hại và [anh ta] đã không dùng nó vào mục đích xấu".

### Công tác điều tra

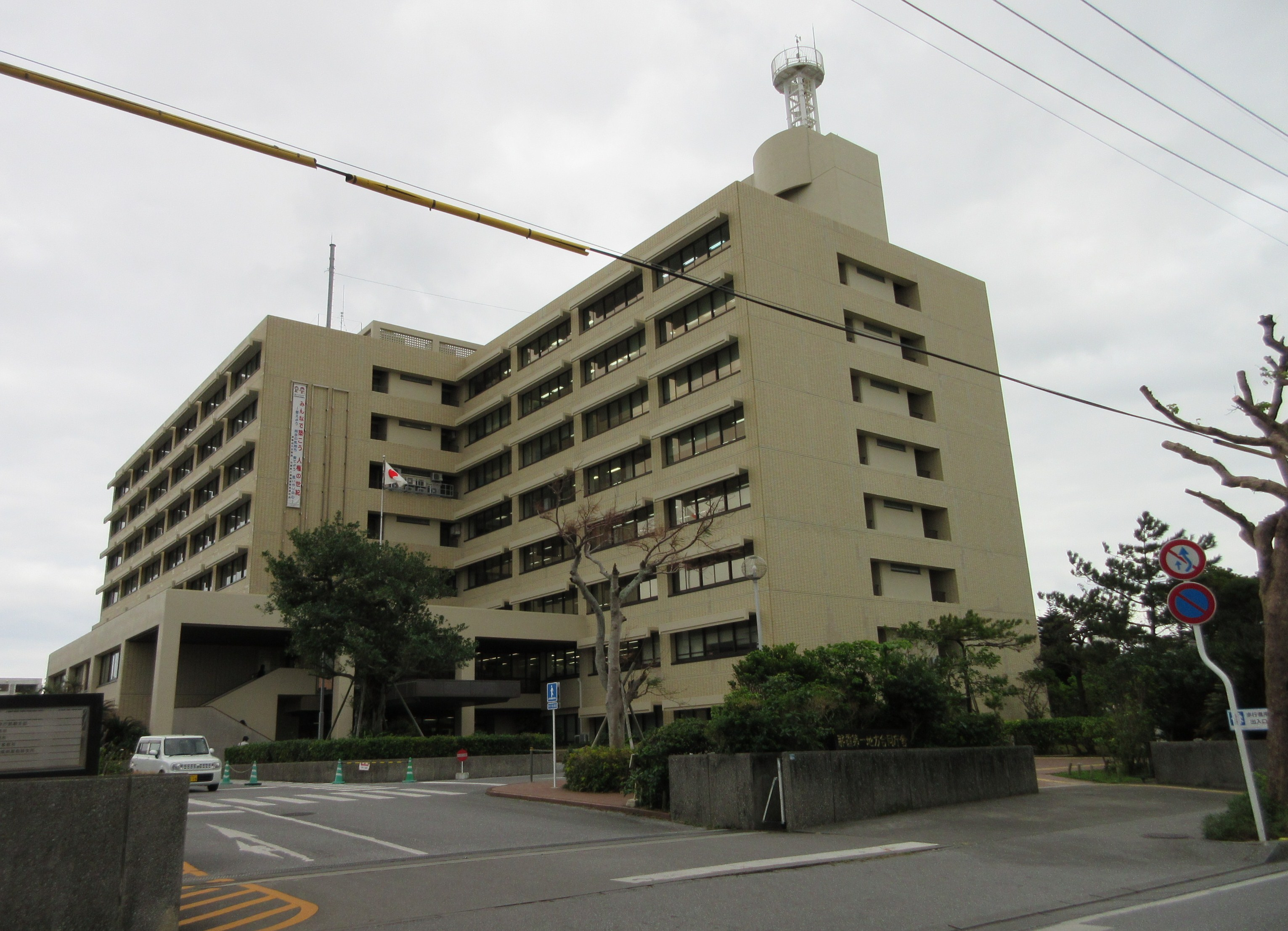
Văn phòng Công tố khu vực Naha (hình) là nơi tiếp nhận CD-ROM vụ va chạm tàu Senkaku năm 2010 từ Lực lượng Bảo vệ bờ biển Ishigaki nhằm xác thực bằng chứng tư pháp truy tố thuyền trưởng người Trung Quốc.

Sở Cảnh sát Thủ đô tiếp nhận đơn tố giác từ Lực lượng Bảo vệ bờ biển Nhật Bản, Văn phòng Công tố khu vực Tokyo chịu trách nhiệm tiến hành điều tra, trong đó bộ phận thực sự chịu trách nhiệm điều tra tại Sở Cảnh sát Thủ đô là "Tổ Chuyên án số 1" trực thuộc Phòng Hình sự. Tổ Chuyên án số 1 bắt đầu thẩm vấn các sĩ quan liên quan đến Lực lượng Bảo vệ bờ biển Nhật Bản vào ngày 8 tháng 11, điều tra bối cảnh từ khi Lực lượng Bảo vệ bờ biển Ishigaki ghi hình và biên tập, yêu cầu giải thích về quy trình lưu trữ video và cách chuyển giao tài liệu. Ngày 9 tháng 11, Văn phòng Công tố khu vực Tokyo yêu cầu Google Nhật Bản cấp phép quyền truy vấn tài khoản 'sengoku38' đã phát tán video trên YouTube, Sở Cảnh sát Thủ đô thành lập tổ điều tra chung với Sở Cảnh sát tỉnh Okinawa trên cơ sở phối hợp cùng Văn phòng Công tố khu vực Tokyo. Các cá nhân liên quan gồm có 128 người thuộc Lực lượng Bảo vệ bờ biển Ishigaki (100 người thường trực trên tàu tuần tra ngoài khơi, 28 người làm việc trên đất liền tại Phòng Quản lý–Điều tra), trong đó điều tra tập trung vào 9 người thuộc Phòng Cảnh bị Cứu nạn (đa số trực thuộc Phân khu Lực lượng Bảo vệ bờ biển Nhật Bản vùng 11) chuyên trách vụ va chạm tàu Senkaku. Video được biên tập tại Phòng Cảnh bị Cứu nạn không kết nối mạng, còn video gốc được chuyển đến Văn phòng Công tố khu vực Naha dưới dạng CD-ROM nhưng Lực lượng Bảo vệ bờ biển Ishigaki đã giữ lại một bản sao.
Do bối cảnh vụ va chạm tàu Senkaku năm 2010 gắn chặt với quan hệ Nhật Bản–Trung Quốc, lại do sĩ quan tại Lực lượng Bảo vệ bờ biển Nhật Bản và Phân khu Lực lượng Bảo vệ bờ biển Nhật Bản vùng 11 (thuộc thành phố Naha) trực tiếp chuyên trách xử lý, Bộ trưởng Đất đai, Hạ tầng, Giao thông và Du lịch Mabuchi Sumio ra chỉ thị cẩn trọng trong quản lý tình báo vào giữa tháng 10, thời điểm mà nhiều sĩ quan biên tập video có thể sao chép nó sang máy tính cá nhân thông qua USB. Trước áp lực yêu cầu công khai video từ Ủy ban Ngân sách Chúng Nghị viện vào ngày 18 tháng 10, Bộ trưởng Mabuchi chỉ thị Tư lệnh Lực lượng Bảo vệ bờ biển Nhật Bản Suzuki Hisayasu quản lý chặt thông tin của Lực lượng Bảo vệ bờ biển Ishigaki và Phân khu Lực lượng Bảo vệ bờ biển Nhật Bản vùng 11, các DVD lưu trữ trước và sau thời điểm đó đều bị loại bỏ. Tư lệnh Suzuki cho biết "một số phần [của quá trình thực thi] chỉ dựa trên các báo cáo tại chỗ như xóa dữ liệu, không thể nói rằng tôi đã quản lý được hoàn toàn." Văn phòng Công tố khu vực Naha chỉ giới hạn tối đa khoảng 10 đến 20 người truy cập video, tất cả lịch sử truy cập và chuyển dữ liệu sang phương tiện lưu trữ bên ngoài như USB được cho là đã được ghi lại.

### Ủy ban đánh giá bảo toàn thông tin

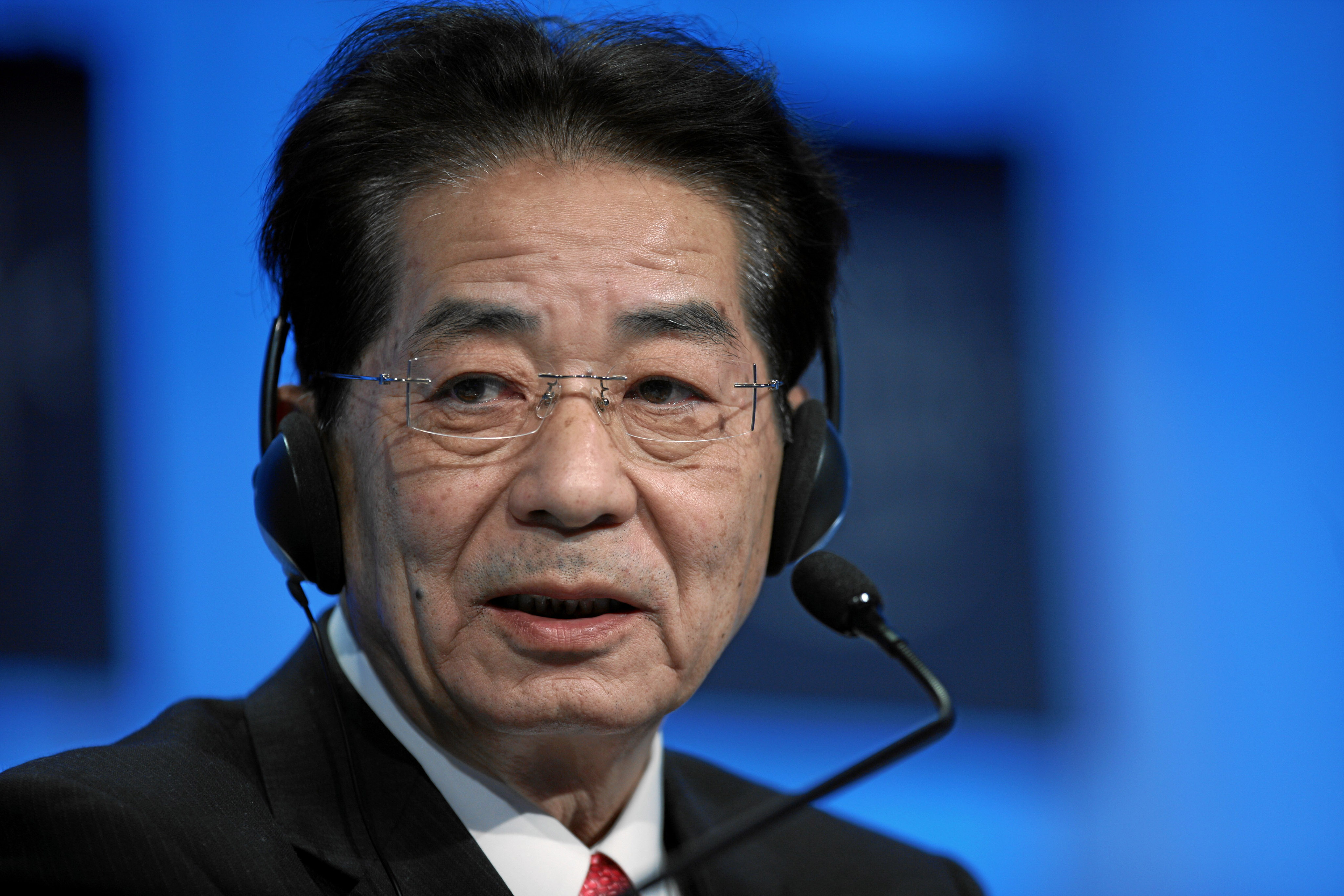
Chánh Văn phòng Nội các Nhật Bản Sengoku Yoshito, người thành lập "Ủy ban đánh giá bảo toàn thông tin" sau vụ phát tán và trực tiếp đảm trách quản trị khủng hoảng.

Ngày 9 tháng 12 năm 2010, ngay sau khi sự cố rò rỉ thông tin điều tra khủng bố quốc tế tại Sở Cảnh sát Thủ đô Tokyo xảy ra, Ủy ban đánh giá bảo toàn thông tin được thành lập dưới quyền Chánh Văn phòng Nội các Sengoku Yoshito. Trong bối cảnh vụ phát tán điện tín ngoại giao Hoa Kỳ đang xảy ra, Ủy ban đánh giá bảo toàn thông tin tiến hành thành lập một nhóm chuyên trách thẩm tra hai lĩnh vực gồm "hệ thống pháp chế" (chế tài vi phạm nghĩa vụ bảo mật công vụ) và "hệ thống bảo mật tin tình báo" (thẩm quyền truy cập). Thành viên ủy ban này gồm Chánh Văn phòng Nội các, Phó Chánh Văn phòng Nội các cùng người đứng đầu các cơ quan như Bộ Ngoại giao, Bộ Quốc phòng, Cục Cảnh sát Quốc gia, Cục Điều tra Công an và Lực lượng Bảo vệ bờ biển.

## Nội dung video
Các video bị phát tán trên YouTube gồm 6 phần với tổng thời lượng 44 phút, nội dung cho thấy chiếc Hateruma (PL61) tham gia trong vụ va chạm tàu Senkaku năm 2010 cùng với Yonakuni (PL63) và Mizuki (PS-11). Quá trình biên tập những ghi chú về địa điểm ghi hình và thời gian được hiển thị trong các video được thực hiện ngay trong Lực lượng Bảo vệ bờ biển Nhật Bản.
| Tiêu đề                                                                                      | Thời lượng      | Địa điểm                                 | Ghi chú | Tham khảo            |
| -------------------------------------------------------------------------------------------- | --------------- | ---------------------------------------- | --- | -------------------- |
| 本当の尖閣 海上保安庁1 Sự thật về quần đảo Senkaku – Lực lượng Bảo vệ bờ biển 1              | 7 phút 30 giây  | Tàu tuần tra lớp Hateruma Yonakuni       | Ghi hình từ sàn boong tàu tuần tra (từ khoảng 9 giờ 28 phút đến 10 giờ 7 phút sáng ngày 7 tháng 9 năm 2010)  | [ 49 ] [ 54 ] [ 55 ] |
| 尖閣の真実 海上保安庁2 Bóc trần quần đảo Senkaku – Lực lượng Bảo vệ bờ biển 2                | 8 phút 9 giây   | Tàu tuần tra lớp Hateruma Yonakuni       | Ghi hình trạng thái sau lệnh dừng tàu                                                                        | [ 49 ] [ 54 ] [ 55 ] |
| 尖閣侵略の真実 海上保安庁3 Xâm lược trắng trợn quần đảo Senkaku – Lực lượng Bảo vệ bờ biển 3 | 11 phút 21 giây | Tàu tuần tra lớp Hateruma Yonakuni       | Ghi hình từ sàn boong tàu tuần tra (từ khoảng 10 giờ 2 phút đến 10 giờ 34 phút sáng ngày 7 tháng 9 năm 2010) | [ 49 ] [ 54 ] [ 55 ] |
| 本当の尖閣 海上保安庁4 Sự thật về quần đảo Senkaku – Lực lượng Bảo vệ bờ biển 4              | 11 phút 24 giây | Tàu tuần tra lớp Hateruma Yonakuni       | Ghi hình lại vụ va chạm đầu tiên với Yonakuni                                                                | [ 49 ] [ 54 ] [ 55 ] |
| 日本の尖閣 海上保安庁5 Senkaku là của Nhật Bản – Lực lượng Bảo vệ bờ biển 5                  | 3 phút 33 giây  | Tàu tuần tra lớp Bizan (thế hệ 2) Mizuki | Ghi hình lại vụ va chạm thứ hai với Mizuki                                                                   | [ 49 ] [ 54 ] [ 55 ] |
| どうなる尖閣 海上保安庁6 Chuyện gì đã xảy ra với Senkaku – Lực lượng Bảo vệ bờ biển 6        | 2 phút 29 giây  | Tàu tuần tra lớp Hateruma Hateruma       | Ghi hình từ xa vụ va chạm thứ hai với Mizuki                                                                 | [ 49 ] [ 54 ] [ 55 ] |

## Phản ứng tại Nhật Bản
Trong khi sự cố phát tán video Senkaku nhận được tiếng nói ca ngợi từ những người bất mãn đối với sự bị động và giới hạn tiết lộ thông tin công khai của chính phủ Nhật Bản, song cũng xuất hiện những lời chỉ trích về các bước quản trị khủng hoảng và tình trạng phát tán thông tin mật ngày càng gia tăng (đặc biệt khi sự cố rò rỉ thông tin điều tra khủng bố quốc tế tại Sở Cảnh sát Thủ đô Tokyo chỉ vừa xảy ra trước đó vài ngày). Ngoài ra, chính sách miễn cưỡng công bố video của chính phủ Nhật Bản đã bộc lộ nhiều ưu nhược điểm, dẫn đến tranh cãi xoay quanh cách nhìn nhận các video Senkaku có được định danh là thông tin mật ngay từ đầu hay không; cuối cùng việc công bố thông tin như vậy đến công chúng được xác nhận là cần thiết cho sự hợp tác hòa bình của cộng đồng quốc tế.

### Chính phủ Nhật Bản
| Bộ phận chuyên trách                       | Phản ứng |
| ------------------------------------------ | --- |
| Thủ tướng                                  | Tại cuộc họp nội các sáng ngày 5 tháng 11, Thủ tướng Nhật Bản Kan Naoto chỉ thị Bộ trưởng Đất đai, Hạ tầng, Giao thông và Du lịch Mabuchi Sumio "đảm bảo quản lý tình báo kỹ lưỡng, xác minh sự việc liên quan" và "phải điều tra được nguyên nhân". Tại Văn phòng Thủ tướng vào tối cùng ngày, Kan nói về quan hệ Nhật Bản–Trung Quốc như sau: "Điều trọng yếu là cả hai quốc gia phải ứng xử bình tĩnh. Tôi cảm nhận một cơn khủng hoảng khi quản lý tình báo quốc gia không đáng tin cậy. Nhật Bản sẽ đánh mất uy tín trong con mắt quốc tế nếu không thay đổi triệt để." Trước những chất vấn của cựu Chánh Văn phòng Nội các Shiozaki Yasuhisa (đảng Dân chủ Tự do) tại phiên họp của Ủy ban Ngân sách Chúng nghị viện ngày 8 tháng 11 về việc tất cả video Senkaku bị phát tán trên YouTube trong khi Quốc hội lại không được tiếp cận đầy đủ thông tin, Thủ tướng Kan trả lời: "Tôi không trực tiếp xem YouTube, nhưng nói chung tôi đã thấy rất nhiều thông tin được phát sóng trên truyền hình mặt đất. Tôi đã nghe báo cáo từ Bộ trưởng Ngoại giao và Chánh Văn phòng Nội các, và có thể hiểu chính xác nội dung, bởi vậy tôi đã không xem chúng [video] lúc đó. Tôi muốn xin lỗi vì sự quản lý yếu kém của chính phủ. Chúng tôi yêu cầu phải đặc biệt sát sao và thận trọng về cách xử lý. Trách nhiệm sau cùng thuộc về tôi, bởi tất nhiên, tôi là người đảm trách nội các. Trước tiên, tôi nghĩ rằng phải điều tra thấu đáo nguyên nhân phát tán và làm sáng tỏ những gì đã phát tán." Kan thừa nhận đây là một vấn đề nghiêm trọng thuộc phòng vệ đối ngoại, ông miêu tả vụ va chạm là "ác tâm" và nói bản thân đã "nhận được báo cáo rằng chúng ta đã bị tấn công từ phía bên kia" trước chất vấn nghi ngại vụ va chạm là có chủ ý từ phía Trung Quốc. Trước chất vấn có nên công bố video vì lợi ích quốc gia để chứng minh Nhật Bản thân thiện và không chèn ép Trung Quốc của nghị sĩ Koizumi Shinjirō (đảng Dân chủ Tự do) tại Ủy ban Ngân sách Chúng Nghị viện ngày 10 tháng 11, Kan trả lời "khi phát sinh sự việc đầu tiên, tôi nghe Bộ trưởng Ngoại giao và Chánh Văn phòng Nội các khi đó nói đây là một vụ va chạm ác tâm có chủ ý, chúng tôi đã trao đổi trên cơ sở nhận thức đó. Tôi nghĩ rằng video phát tán đã thuật lại vụ việc theo cách khách quan. Trước hết, tôi thấy có hai trách nhiệm cần truy cứu, một là trách nhiệm quản lý và tuy có nhiều bộ phận phụ trách nhưng tôi là người đảm trách nội các, và [do đó] tôi tin rằng trách nhiệm cuối cùng đối với những thiếu sót trong công tác quản lý tất nhiên thuộc về tôi. Tiếp theo hãy xem xét nếu đương sự [người phát tán] là một công chức nhà nước, hiển nhiên hành vi đó cũng cần phải chịu trách nhiệm nặng nề, nhưng ngay từ đầu không một ai ngăn cấm anh ta làm việc đó, nên tôi nghĩ đó là trách nhiệm trực tiếp của các bộ phận hữu quan bao gồm cả tôi". Tại phiên họp toàn thể Tham Nghị viện ngày 17 tháng 11, nghị sĩ Hamada Kazuyuki (đảng Dân chủ Tự do) chất vấn chính phủ nên công khai video và có chính sách phù hợp hơn là để nó bị phát tán bởi sĩ quan Lực lượng Bảo vệ bờ biển Nhật Bản, Kan nói: "Về phần xử lý, nếu có yêu cầu từ Quốc hội theo đúng quy trình, chúng tôi sẽ đưa ra phán quyết phù hợp dựa trên thực tế điều tra và chúng tôi cũng nghĩ rằng nên thực hiện [việc công khai]." Ngoài ra, trên thực tế có rất nhiều cuộc gọi và thư điện tử cổ vũ Lực lượng Bảo vệ bờ biển Nhật Bản, trả lời về chất vấn làm thế nào để đón nhận tiếng nói dư luận đang sục sôi hiện tại, Kan nói "tôi thấu hiểu những cảm nghĩ thẳng thắn của các vị và của quốc dân liên quan đến vụ phát tán video. Lực lượng Bảo vệ bờ biển Nhật Bản là một cơ quan hành pháp có quyền điều tra, sĩ quan là một trong số đó. Nếu dung dưỡng việc tài liệu điều tra dân sự bị phát tán có chủ ý, đây sẽ là sự phủ định quy chế công vụ của công chức, chúng tôi nhận thức việc này có thể dẫn đến đánh mất kỷ luật và làm xói mòn chức năng của cơ quan điều tra. Về trách nhiệm của các Bộ trưởng liên quan, vấn đề này đang được điều tra, chúng ta cần làm sáng tỏ sự thật trước tiên. Chúng tôi tin rằng việc thiết lập các biện pháp phòng ngừa tái diễn là một nhiệm vụ cấp bách giống như một nhiệm vụ chính trị". |
| Văn phòng Nội các                          | Trong buổi họp báo sáng và chiều ngày 5 tháng 11, Chánh Văn phòng Nội các Sengoku Yoshito nói "nếu là một vụ phát tán (liên quan đến cơ quan điều tra), tương đương với cuộc duy tân nữ giới lớn"; "quyết định chuyển từ khảo tra sang điều tra cần phải được thực hiện trong vòng một vài ngày tới, thái độ (công khai video) hiện tại không thay đổi. Nếu công chức phát tán có chủ ý, rõ ràng vi phạm Đạo luật Công vụ Quốc gia với hình phạt thích đáng." Sengoku thông cáo "nếu sự thực được sáng tỏ, chúng tôi sẽ đưa ra lời giải thích phù hợp" liên quan đến những lo ngại từ chính phủ Trung Quốc. Sau khi được thư ký thông báo vụ phát tán video Senkaku lúc 1 giờ sáng ngày 5 tháng 11, Sengoku tái khẳng định "Bộ Ngoại giao không có quyền bình luận về tính xác thực của video nếu phía Trung Quốc yêu cầu xác nhận thông qua ngoại giao". Tại Ủy ban ngân sách Chúng Nghị viện sáng ngày 9 tháng 11, phóng viên của Yomiuri Shimbun chụp lại cảnh Chánh Văn phòng Nội các Sengoku Yoshito trình tài liệu để Thủ tướng Kan Naoto cân nhắc việc công khai video, bức ảnh được ấn hành trên ấn bản buổi tối ngày 9 tháng 11 của Yomiuri Shimbun. Tài liệu gắn nhãn 'bí mật' viết rằng "như một lợi thế có thể bác bỏ những cáo buộc của Trung Quốc khi đổ lỗi cho phía Nhật Bản" nhưng nhược điểm là "nếu nghi phạm phát tán bị truy tố hoặc bị bắt giữ" thì gián tiếp thừa nhận rằng "chính phủ đã công khai video và tính tất yếu không tiết lộ đã bị hạ thấp", do đó việc truy tố có thể được hủy bỏ, (vụ phát tán video) tương đương với việc xác nhận [là] tội phạm và sẽ để lại một tiền lệ xấu'. Nghị sĩ Kakizawa Mito chất vấn vụ chụp hình tại Ủy ban ngân sách Chúng Nghị viện vào tối cùng ngày, Chánh Văn phòng Nội các Sengoku phân trần 'dường như tài liệu bị chụp trộm với nhiều ống kính', phát biểu này bị Ủy ban ngân sách đánh giá không phù hợp vì các ngữ cảnh chụp hình của báo chí đúng quy tắc. Phản ứng trước "vụ chụp hình", các đảng chính trị đối lập đồng loạt chỉ trích cách quản lý thông tin của đảng Dân chủ khi nhận định rằng 'quản trị khủng hoảng cẩu thả của chính phủ đã lặp lại lần nữa'. Trong buổi họp báo chiều ngày hôm sau về giải trình trách nhiệm của Bộ trưởng Đất đai, Hạ tầng, Giao thông và Du lịch Mabuchi Sumio và Lực lượng Bảo vệ bờ biển Nhật Bản, Chánh Văn phòng Nội các Sengoku Yoshito khẳng định "đương nhiên đó là một màu sắc chính trị, nhưng vị trí hành pháp cấp cao cũng chỉ là lý thuyết chung, tôi nghĩ rằng trách nhiệm là khác nhau. Cụ thể, bộ phận hành pháp không bao gồm ảnh hưởng từ chính trị, tôi nghĩ rằng đây là câu chuyện mà trách nhiệm theo sự độc lập là điều đương nhiên. Theo một lý thuyết chung, đó là bộ phận hành pháp, vì vậy đó không chỉ là một cảm giác căng thẳng, trách nhiệm lớn và nặng nề thay vì quyền lực mạnh mẽ phải không?" Sengoku Yoshito bày tỏ rằng "vị trí hành pháp" chịu trách nhiệm là Tư lệnh Lực lượng Bảo vệ bờ biển. Trả lời về việc nhiều tiếng nói ủng hộ sĩ quan "sengoku38", ông nói 'tôi không nghĩ rằng phần lớn mọi người nghĩ theo hướng đó, tôi tin rằng có một phần đông áp đảo những người minh mẫn muốn xử trí và giải quyết công minh. Nếu có, tôi nghĩ rằng đây là một vi phạm rõ ràng nếu tài liệu điều tra bị phát tán. Tôi không nghĩ rằng có nhiều người Nhật ca ngợi anh ta. Tôi không muốn nghĩ rằng có rất nhiều người là nghị sĩ quốc hội đang ca ngợi và ngưỡng mộ việc đó." Tại buổi họp báo ngày 12 tháng 11, một phóng viên chỉ ra khi vụ giam giữ thiếu nữ Niigata xảy ra năm 2000 thì Chủ tịch đảng Dân chủ Kan Naoto (đảng đối lập thời điểm đó) đã theo đuổi trách nhiệm đối với Chủ tịch Ủy ban cảnh sát quốc gia Hori Kosuke (thuộc đảng Dân chủ Tự do), Chánh Văn phòng Nội các Sengoku Yoshito nói "liệu có nên xem xét trường hợp đó giống với trường hợp này không, tôi đoán thật khó để nói ngay cả khi nó được xem là đồng nhất, trong ngắn hạn, tôi phải đợi cho đến khi vụ việc này được điều tra và xác nhận, tôi không nghĩ có thể thảo luận về vấn đề đó. Trách nhiệm hành chính và giám sát chung ở nhiều vị trí, Lực lượng Bảo vệ bờ biển hay Cục Thuế Quốc gia (NTA) cũng như vậy. Hơn nữa, trách nhiệm của người được bổ nhiệm đứng đầu tổ chức, dĩ nhiên, được thừa nhận trong trường hợp có điều gì đó xảy ra. Thật khó để nói trừ khi sự thật được xác nhận". Tại buổi họp báo ngày 16 tháng 11, Chánh Văn phòng Nội các Sengoku Yoshito chỉ trích nặng nề sĩ quan "sengoku38": "Tôi không thể tưởng tượng được một người với tư cách một sĩ quan tư pháp trong quá trình điều tra lại phát tán tài liệu của một vụ kiện và nói 'tôi muốn công chúng thấy nó'. Cho dù là một nạn nhân hay một thủ phạm, bạn có thể tin tưởng cơ quan điều tra có tài liệu bị phát tán trong thời gian điều tra được không". |
| Bộ Đất đai, Hạ tầng, Giao thông và Du lịch | Sau cuộc họp nội các ngày 5 tháng 11, Bộ trưởng Đất đai, Hạ tầng, Giao thông và Du lịch Mabuchi Sumio trả lời báo chí rằng "tôi nhận được báo cáo từ Lực lượng Bảo vệ bờ biển lúc 2 giờ sáng và đã chỉ đạo một cuộc điều tra tìm hiểu sự thực liên quan ngay lập tức'. Mabuchi nói "nhiệm vụ lớn nhất là điều tra sự thật kỹ lưỡng" trước câu hỏi về tính xác thực của video, đồng thời khẳng định 'nếu có thể có kết luận trong cuộc điều tra, tôi nghĩ nhiệm vụ của tôi là truyền đạt lại kết luận một lần nữa' trước câu hỏi thời gian thông cáo chính thức. Cùng ngày, Tư lệnh Lực lượng Bảo vệ bờ biển Suzuki Hisayasu giãi bày "chúng tôi đang cẩn trọng điều tra xem liệu video đó có giống với những gì chúng tôi đã ghi hình hay không"; "quản lý lưu trữ video được thực hiện nghiêm ngặt, tôi nghĩ rằng có rất ít khả năng bị phát tán ra bên ngoài nhưng liên quan đến trường hợp này, tôi muốn điều tra chính xác". Trước chất vấn về sự đồng nhất giữa video phát tán và video được Lực lượng Bảo vệ bờ biển ghi hình tại buổi họp báo ngày hôm sau tại Gunma, Bộ trưởng Mabuchi Sumio thông cáo chi tiết rằng "có thể xem xét một điều tra (tiếp) theo hướng cáo buộc hình sự nếu điều tra nội bộ (của Lực lượng Bảo vệ bờ biển Nhật Bản) không thể làm sáng tỏ hoàn toàn. Tôi cũng nghĩ rằng một quá trình như vậy là có thể xảy ra, chúng tôi hiện đang điều tra, chưa có báo cáo nào." Ngày 8 tháng 11 tại Ủy ban Ngân sách Chúng Nghị viện, Tư lệnh Lực lượng Bảo vệ bờ biển Suzuki Hisayasu thông cáo "video phát tán giống với video do Lực lượng Bảo vệ bờ biển Ishigaki biên tập ghi hình, bốn video gốc được chỉnh sửa thành sáu video phát tán trên YouTube", đồng thời cho biết các cáo buộc hình sự đang được xem xét. Trước chất vấn về chỉ dẫn quản lý cẩn trọng video bị trì hoãn (thời điểm ngày 18 tháng 10) tại Ủy ban Đất đai, Hạ tầng, Giao thông và Du lịch Chúng Nghị viện ngày 11 tháng 11, Bộ trưởng Mabuchi Sumio giải thích "tôi được bổ nhiệm Bộ trưởng vào ngày 17 tháng 9, tôi nghĩ rằng cựu Bộ trưởng tự nhận thức được việc quản lý cẩn trọng" và đề nghị trách nhiệm của Bộ trưởng Maehara Seiji. |
| Bộ Tư pháp                                 | Các công tố viên đã tiến hành điều tra ngay lập tức khi vụ phát tán video Senkaku xảy ra lúc rạng sáng ngày 5 tháng 11, Bộ trưởng Tư pháp Yanagida Minoru thông cáo chi tiết sau cuộc họp nội các cùng ngày rằng "thông tin đang được xác nhận tại Văn phòng Công tố khu vực Naha, nhưng nếu đó là sự thật thì rất đáng tiếc. Video [phát tán] có liên đới trách nhiệm đến Bộ Tư pháp, cần thảo luận với các thứ trưởng để hiểu tình huống". Tại Ủy ban Ngân sách Chúng Nghị viện ngày 8 tháng 11, đại diện Cục hình sự Bộ Tư pháp Katsuyuki Nishikawa nói "khả năng phát tán từ Văn phòng Công tố khu vực Naha là cực kỳ thấp". |
| Bộ Ngoại giao                              | Tại Ủy ban đối ngoại Chúng Nghị viện, Bộ trưởng Ngoại giao Maehara Seiji công bố chính sách trong bài phát biểu nói rằng 'hãy coi đây là một sự cố nếu nếu tin tức tình báo chính phủ bị phát tán, phải điều tra kỹ lưỡng'. Bộ trưởng Maehara Seiji tuyên bố tại một cuộc họp báo rằng "tôi đã nghe nói rằng đề nghị ngoại giao của Trung Quốc không phải là một kháng nghị. Dòng chảy cải thiện quan hệ Nhật–Trung không có gì thay đổi". |
| Nội các Kan                                | Sau cuộc họp nội các ngày 5 tháng 11, Bộ trưởng Quốc phòng Kitazawa Toshimi bày tỏ "điều này rất đáng tiếc, việc phát tán video đặt ra câu hỏi về năng lực quản trị khủng hoảng của Nhật Bản, tôi nghĩ rằng đây là điều đáng tiếc từ góc nhìn quốc tế'. Bộ trưởng Nội các Đặc trách tài chính Jimi Shōzaburō nói "có một ấn tượng (khi xem trên máy truyền hình) rằng va chạm rất mạnh", Bộ trưởng Nội các Đặc trách chính sách kinh tế và tài chính Kaieda Banri bức xúc nói "tôi nghĩ trong xã hội thông tin, việc phát tán video như vậy (sớm muộn) chắc chắn xảy ra. Tôi nghĩ rằng video có lẽ là có thật, tôi quan tâm đến việc video được phát tán theo cách nào, tôi muốn chờ báo cáo", Bộ trưởng Nội các Đặc trách cải cách hành chính Renhō giải thích "trong quá trình giải trình điều tra, chúng ta phải nỗ lực để đạt được hiểu biết lẫn nhau từ đảng đối lập". Khi các đảng đối lập đồng loạt theo đuổi trách nhiệm của Bộ trưởng Ngoại giao Maehara Seiji, Bộ trưởng Y tế, Lao động và Phúc lợi Hosakawa Ritsuo cho rằng "Tư lệnh Lực lượng Bảo vệ bờ biển Suzuki Hisayasu vẫn phải chịu trách nhiệm, phát ngôn về trường hợp Maehara Seiji không nằm trong thẩm quyền (trách nhiệm) của tôi"; Bộ trưởng Kinh tế, Thương mại và Công nghiệp Ōhata Akihiro nói "mặc dù [Maehara Seiji] có trách nhiệm chính trị về quản lý tình báo, nhưng cần phải xem xét lại toàn bộ cách quản lý tình báo chính phủ", Bộ trưởng Nội các Đặc trách chính sách kinh tế và tài chính Kaieda Banri nhận định "chính khách tự mình quyết định tại nhiệm hoặc từ chức. Đó là vấn đề cá nhân tự suy nghĩ và tự đưa ra quyết định". |

### Đảng cầm quyền
Ngày 5 tháng 11, Chủ tịch Ủy ban Ngân sách Chúng Nghị viện Nakai Hiroshi (vừa nhậm chức ngày 1 cùng tháng) thông cáo "Quốc hội đã xem video theo cách giới hạn và ức chế, nếu xác thực bằng chứng phát tán thì điều đó bây giờ đã không còn ý nghĩa. Nếu bị phát tán từ cơ quan điều tra, [vụ việc này] sẽ gây mất lòng tin ngay lập tức. Tôi không nghĩ chúng ta có thể tuyệt đối duy trì bảo mật tương ứng với thời đại Internet. Theo như tôi thấy, có một cảnh trông giống hệt như trong video khoảng 6 phút mà tôi đã xem"; nghị sĩ Mito Masashi (người từng xem video tại Ủy ban Ngân sách) tức giận nói rằng "sự buông lỏng quản lý tình báo của chính phủ đã bị phơi bày". Sáng cùng ngày, các lãnh đạo đảng Dân chủ đưa ra nhiều quan điểm: "những điều cơ mật ở Nagatachō đã bị phát tán ra thế giới. Nó trở nên giống hài đen", "khủng bố đảo chính, đây là một phát tán đầy chủ ý", "rõ ràng là khủng bố chính trị. Có thể do bất mãn với chính phủ và những vấn đề của tổ chức". Chính khách Koga Issei bày tỏ "tôi không rõ nơi phát tán, nhưng những gì đã xảy ra trên Internet là một tình huống nghiêm trọng về bảo mật tình báo".

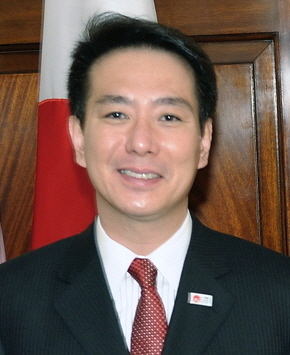
Bộ trưởng Ngoại giao Maehara Seiji (thuộc đảng Dân chủ) bị cáo buộc trách nhiệm liên đới trong khủng hoảng phát tán video Senkaku.

Trên chương trình Luận bàn thời sự của TBS TV ngày 6 tháng 11, cựu Bộ trưởng Tài chính Fujii Hirohisa nói "chính phủ nói rằng chỉ công bố cho một số người nhất định bởi vì video là một bí mật quốc gia. Thật không thể tha thứ được khi nó xuất hiện theo cách này, như Thủ tướng đã nói, chúng tôi phải tiến hành một cuộc điều tra nghiêm túc. Chúng tôi phải xem xét lại về cách phản ứng của Internet". Trước câu hỏi của phóng viên tại thành phố Fukuoka, Tổng thư ký đảng Dân chủ Okada Katsuya khẳng định "nếu công chức quốc gia tiết lộ một bí mật quan trọng, đó là một vấn đề đối với hệ thống bảo mật quốc gia. Tôi phải nghĩ đến một phản ứng phi đảng phái để không lặp lại một điều như vậy. Vấn đề video là quan trọng nhưng khác biệt so với thiết lập [đề xuất ngân sách] sửa đổi'. Trong bài diễn thuyết tại thành phố Saga, cựu Thủ tướng Hatoyama Yukio nhận định "một câu chuyện khủng hoảng với những gì một công chức đã thực hiện giống hệt đảo chính tình báo. Rõ ràng Lực lượng Bảo vệ bờ biển hoặc Văn phòng Công tố đã phát tán. Một ai đó bảo vệ chính nghĩa đã thể hiện cho chính phủ thấy rằng 'đây là chính nghĩa mà chúng tôi nghĩ'. Một vấn đề thực sự nghiêm trọng. Ngoài việc [theo đuổi] giải quyết triệt để vấn đề phát tán, phải thảo luận về gốc rễ tại sao chuyện này lại xảy ra. Nội các Kan không chỉ dành cho công chúng mà còn phải tạo ra một chính phủ được công chức tin cậy'. Cựu Bộ trưởng Nội vụ và Truyền thông Haraguchi Kazuhiro bày tỏ "nếu công chức phát tán, sẽ là một cuộc nổi loạn quốc gia"; phó thư ký Edano Yukio trong chương trình BS Asahi nói "trách nhiệm [phát tán] thuộc về nội các. Internet đã phổ biến trong 10 hoặc 20 năm gần đây. Chúng ta cần thay đổi cách quản lý tình báo". Chính khách Kawauchi Hiroshi trên một chương trình truyền hình quốc gia nói "video nên được công khai ngay từ đầu và chia sẻ với công chúng". Trả lời chất vấn về chính sách không công khai và giới hạn một số nghị sĩ quốc hội tiếp cận vào ngày 9 tháng 11, Tổng thư ký Chúng Nghị viện Hirata Kenji cho rằng "đó là điều tự nhiên khi xem một video bị giới hạn vì lợi ích quốc gia, nội các Kan sẽ được đánh giá cao trong tương lai khi hạn chế công khai như vậy. Tôi tự tin rằng điều đó tốt cho Nhật Bản".
Trả lời báo chí ngày 11 tháng 11 sau khi xác thực Lực lượng Bảo vệ bờ biển phát tán, Thứ trưởng Bộ Quốc phòng Azumi Jun bộc bạch "một số người biện hộ hành động vì chính nghĩa như vậy thì tổ chức không còn tồn tại, không còn là một quốc gia. Thật thất vọng khi Lực lượng Bảo vệ bờ biển được hâm mộ đông đảo nhờ manga Umizaru. Hành động phơi bày bằng chứng trong vụ án [ngư thuyền] rất không đúng pháp quy. Công luận và tiêu chuẩn về pháp quy là không ngang bằng. Tôi nghĩ việc công bố giới hạn video với thành viên Ủy ban Ngân sách [ngày 1 tháng 11 tại Quốc hội] là hợp lý". Về trách nhiệm của Thủ tướng, Azumi cho rằng "tôi rất xin lỗi công chúng với tư cách là người giữ trách nhiệm tối cao của cơ quan hành pháp. Nhưng bản thân sự cố là vấn đề cá nhân, bất kể lý do là gì thì anh ta không đủ điều kiện làm việc tại Lực lượng Bảo vệ bờ biển". Về việc đảng đối lập theo đuổi nghị quyết miễn nhiệm đối với Bộ trưởng Ngoại giao, Tổng thư ký đảng Dân chủ Okada Katsuya tuyên bố "tôi nghĩ rằng còn quá sớm để thảo luận về trách nhiệm. Trước tiên phải làm sáng tỏ sự thật, nếu các chi tiết không rõ ràng thì không nên nói về trách nhiệm. Định hướng lãnh đạo chính trị và trách nhiệm cụ thể là không ngang bằng, tôi nghĩ thật khó để tôi trả lời dễ dàng". Trong buổi họp báo thường kỳ ngày 16 tháng 11, Tổng thư ký Chúng Nghị viện Hirata Kenji cáo buộc sĩ quan trưởng vi phạm Đạo luật Công vụ quốc gia, đồng thời phân vân "tự hỏi liệu ổn không nếu công khai sau khi cuộc điều tra kết thúc"; Hirata khẳng định "đó là thủ tục tư pháp, đã hết nồng ấm [với Trung Quốc]." Về trách nhiệm của Bộ trưởng Đất đai, Hạ tầng, Giao thông và Du lịch, Hirata cho rằng "thay vì nói về Mabuchi, xét cho cùng thì người chịu trách nhiệm tối cao về công chức hành pháp quốc gia là Thủ tướng, vì vậy tôi nghĩ rằng chúng tôi phải chịu trách nhiệm ở đâu đó, nhưng cách thức chịu trách nhiệm phụ thuộc vào điều gì. Một lần nữa, điều này sẽ không được tiết lộ. Một ai đó phải chịu trách nhiệm ở đâu đó. Tôi không biết đó là ai, tuy nhiên nếu muốn kết thúc nó, tôi nghĩ tôi phải làm rõ trách nhiệm của mình ở đâu đó".

### Đảng đối lập

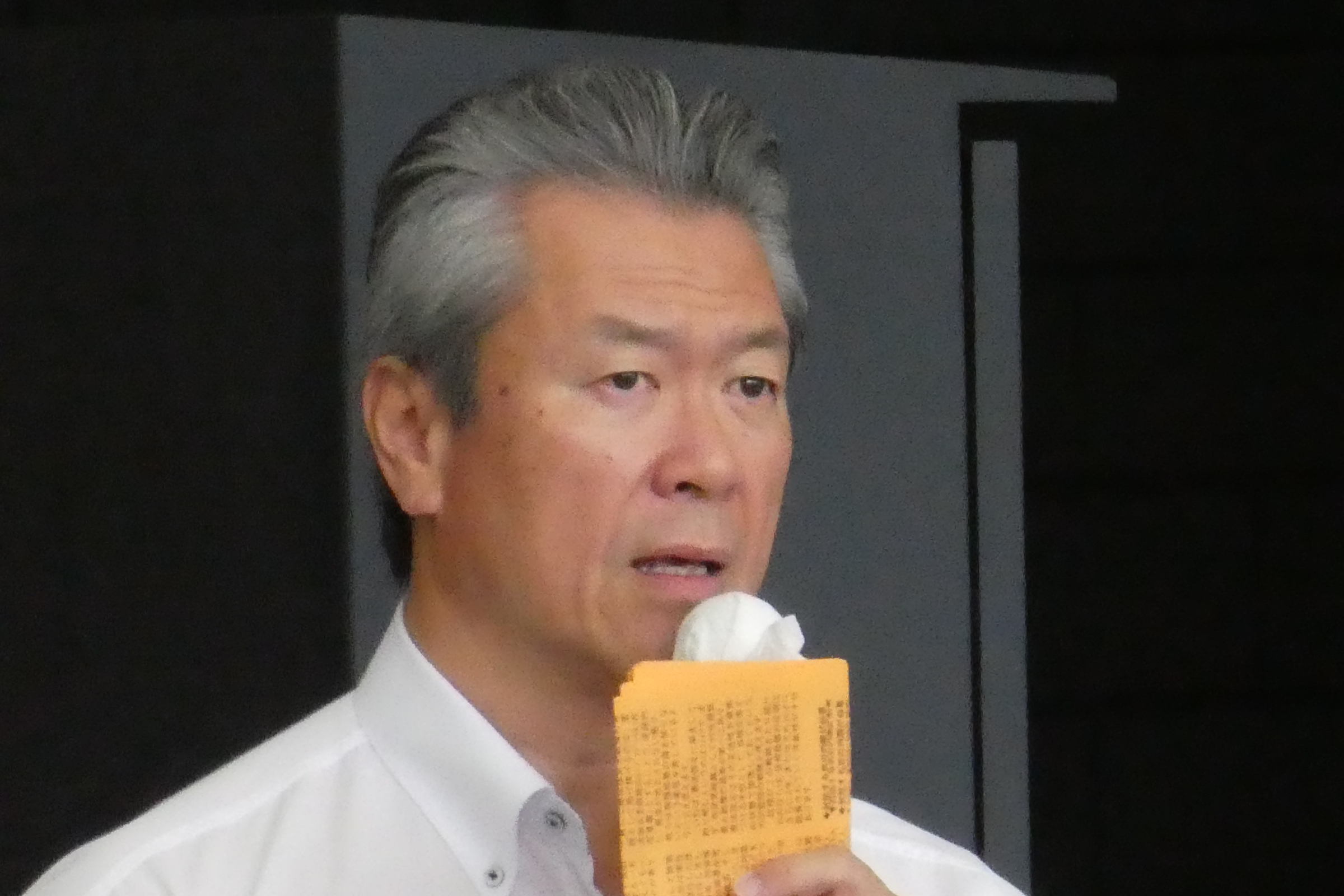
Bộ trưởng Mabuchi Sumio (thuộc đảng Dân chủ) bị cáo buộc trách nhiệm trong khủng hoảng phát tán video Senkaku.

Bảy đảng đối lập (đảng Dân chủ Tự do, đảng Công Minh, đảng Chúng nhân, đảng Cộng sản Nhật Bản, đảng Dân chủ Xã hội, đảng Mặt trời mọc Nhật Bản, đảng Cách tân) tổ chức một buổi họp với Nghị trưởng Chúng Nghị viện tại Quốc hội vào buổi chiều ngày 5 tháng 11, thống nhất thể hiện thái độ lập trường theo đuổi đến cùng khi yêu cầu chính phủ Nhật Bản của đảng Dân chủ trả lời về vụ phát tán video và chi tiết bối cảnh sự cố tại Ủy ban Ngân sách Chúng Nghị viện vào ngày 8 tháng 11. Chiều ngày 8 tháng 11, khoảng 25 nghị sĩ từ các đảng đối lập từ Ủy ban Ngân sách Chúng Nghị viện tập trung tại một phòng kín ở Quốc hội xem video va chạm Senkaku dài 6 phút 50 giây.
Ngày 15 tháng 11, đảng Dân chủ Tự do đệ trình độc lập nghị quyết miễn nhiệm lên Chúng Nghị viện đối với Bộ trưởng Đất đai, Hạ tầng, Giao thông và Du lịch Mabuchi Sumio và Chánh Văn phòng Nội các Sengoku Yoshito. Tuy nhiên, liên minh đảng cầm quyền gồm đảng Dân chủ và đảng Dân chủ Xã hội cùng đảng Cách tân phản đối, liên minh ủng hộ gồm đảng Công Minh và đảng Cộng sản Nhật Bản cùng đảng Chúng nhân. Nội dung nghị quyết miễn nhiệm đối với Chánh Văn phòng Nội các Sengoku là "không cố gắng hoàn thành đầy đủ trách nhiệm chức vụ trước công chúng, vô cùng thiếu tư cách của Chánh Văn phòng Nội các", nội dung liên quan Bộ trưởng Mabuchi là "gây kinh ngạc khi không làm rõ trách nhiệm của các bên, trả lời bằng những phát ngôn phi lý".
| Đảng đối lập               | Phản ứng |
| -------------------------- | --- |
| Đảng Dân chủ Tự do         | Sáng ngày 5 tháng 11, cựu Bộ trưởng Ngoại giao Kōmura Masahiko nói rằng "chính phủ Nhật Bản đã hành động cẩu thả đến mức nào? Video nên được phát hành ngay từ đầu, thật kỳ lạ khi những thứ không được công bố bởi phán quyết chính trị sẽ xuất hiện theo cách như thế này". Cựu Chánh Văn phòng Nội các Shiozaki Yasuhisa chỉ trích rằng "cơ thể quốc gia đã chết. Điều này sẽ không xảy ra nếu chính phủ công bố sớm hơn"; cựu Thứ trưởng Ngoại giao Aisawa Ichiro khẳng định "chúng tôi sẽ kiên quyết theo đuổi điều đó [vụ phát tán] tại Quốc hội"; chính khách Onodera Itsunori bày tỏ "nếu các công chức có liên quan đến phát tán, tình huống này khiến Văn phòng Chính phủ rất không hài lòng với chính phủ hiện tại"'. Yamamoto Ichita nhận định "đảng Dân chủ tự thất bại ngoại giao, tôi cảm thấy rằng đây là một lý do không thể tránh khỏi đối với vụ phát tán". Tại buổi họp cùng ngày của đảng Dân chủ Tự do, Tổng thư ký Ishihara Nobuteru nói 'Bộ trưởng Ngoại giao Maehara Seiji đáng bị bãi nhiệm, lừa dối công chúng", cho rằng cần bãi nhiệm các Bộ trưởng liên quan nếu phát tán là thật, đồng thời dự định đệ trình một nghị quyết miễn nhiệm lên Quốc hội. Ishihara nhấn mạnh "không nên xem xét đề xuất ngân sách sửa đổi cho đến khi chính phủ công bố toàn bộ video", những người khác tham dự đều đồng thuận quan điểm đó. Sau cuộc họp nội bộ, cựu Bộ trưởng Môi trường Koike Yuriko nói rằng "quản trị khủng hoảng quốc gia không còn hiệu quả" và "không thể tha thứ khi các Bộ trưởng liên quan không chịu trách nhiệm". Ngày 6 tháng 11, Hirasawa Katsuei nói trên một chương trình truyền hình rằng "chính phủ nói sẽ can thiệp vào các hoạt động [tương lai] của Lực lượng Bảo vệ bờ biển, không lâu sau khi bạn xem video. Điều đó là rất đáng ngại khi thông tin bị xét thành bí mật". Sau khi truyền hình liên tục đưa tin, hạ nghị sĩ Koizumi Shinjirō vào ngày 8 tháng 11 bày tỏ "công chúng đang xem 40 phút, nghị sĩ quốc hội chỉ có thể nhìn thấy 6 phút". Vào ngày 10 tháng 11, ngay sau xác nhận phát tán liên quan đến sĩ quan Phân khu Lực lượng Bảo vệ bờ biển Nhật Bản vùng 5, cựu Chánh Văn phòng Nội các Shiozaki Yasuhisa cho rằng "Bộ trưởng Mabuchi phải chịu trách nhiệm. Chúng tôi phải xem xét bao gồm cả việc bãi nhiệm Chánh Văn phòng Nội các Sengoku. Nếu Thủ tướng Kan Naoto không bãi nhiệm hai thành viên nội các thì sẽ xem xét đệ trình một nghị quyết điều trần tại Chúng Nghị viện. Ngày 11 tháng 11, phản ứng về trách nhiệm của Bộ trưởng Ngoại giao và đề nghị bãi nhiệm Tư lệnh Lực lượng Bảo vệ bờ biển, Chủ tịch đảng Dân chủ Tự do Tanigaki Sadakazu nói "dường như có một tranh luận về trách nhiệm khác biệt giữa công việc chính trị và công việc hành pháp, rõ ràng vấn đề này thuộc trách nhiệm của Bộ trưởng Ngoại giao Maehara. Chánh Văn phòng Nội các Sengoku cũng phải chịu trách nhiệm. Tôi muốn cân nhắc một phản ứng cứng rắn". Chính khách Ishida Masatoshi ngạc nhiên "khi Tư lệnh Lực lượng Bảo vệ bờ biển Suzuki Hisayasu lại cam chịu từ chức. Một ngày hèn nhát tầm thường. Người đứng ra chịu trách nhiệm cho tổ chức lại là một cấp dưới? Nội các này không cần phải chịu trách nhiệm về chính trị sao?". Cựu Bộ trưởng Môi trường Koike Yuriko tuyên bố "các chính khách phải chịu trách nhiệm. Bộ trưởng Đất đai, Hạ tầng, Giao thông và Du lịch Mabuchi nên từ chức. Nếu phía chính trị không giải quyết nhanh chóng, chúng tôi sẽ gửi đi một thông điệp là Nhật Bản buông lỏng quản lý thông tin. Vào ngày 10 tháng 11, Thủ tướng Kan Naoto đã tập hợp nội các tại Văn phòng Thủ tướng, đảng Dân chủ là biểu tượng của bộ máy quan liêu khi hủy bỏ cuộc họp Chủ tịch các đảng". Maruyama Kazuya (tự nhận là luật sư bào chữa của sĩ quan "sengoku38" bị cáo buộc vi phạm Đạo luật Công vụ quốc gia) cho biết thông qua luật sư của một người quen, yêu cầu gặp sĩ quan nhưng bị Sở Cảnh sát Thủ đô Tokyo từ chối vì cấm phỏng vấn. Maruyama nói rằng "người tố giác đang bị cáo buộc vi phạm Đạo luật Công vụ quốc gia, nhưng chính phủ đã hành động chống lại lợi ích quốc gia khi không công bố video. Một hành động dựa trên công lý trong nháy mắt chống lại chính trị xấu xa", đồng thời tiết lộ ý định kiện Chánh Văn phòng Nội các Sengoku và nhấn mạnh "tôi muốn cho sĩ quan trưởng biết rằng tại đây có một đồng minh". Ngày 14 tháng 11 tại Saitama, Chủ tịch đảng Dân chủ Tự do Tanigaki Sadakazu chỉ trích "một số người bảo vệ bảo mật video, thật sai lầm khi không tuân thủ kỷ luật quốc gia. Sự kiện 26 tháng 2 (ja) có quan điểm cho rằng 'bạn phải quan tâm đến những cảm xúc trẻ trung và thuần khiết của các sĩ quan' và cuối cùng đã vượt khỏi tầm kiểm soát. Vấn đề lớn nhất là chính phủ không có thái độ giải quyết bằng trách nhiệm chính trị. Họ đã mất khả năng quản trị chính phủ và nên giải tán càng sớm càng tốt". Ngày 16 tháng 11, cựu Thủ tướng Abe Shinzō nêu quan điểm "không nên che giấu video dưới dạng bí mật quốc gia, cần phải cho công chúng và thế giới thấy. Nhật Bản có thể trở thành nhân vật phản diện nếu công chúng biết sự thật, Tinh thần Yamato (Yamato-damashii) chắc chắn không chấp nhận được điều đó. Không hề có mất mát lợi ích quốc gia do phát tán video. Trách nhiệm không phải là của Lực lượng Bảo vệ bờ biển, trách nhiệm thuộc về Thủ tướng Kan Naoto khi đưa ra một quyết định hoàn toàn vô lý". Ngày 4 tháng 12, cựu Thủ tướng Koizumi Junichirō trong bài diễn thuyết tại thành phố Yokohama nhận định "ai đó nghĩ rằng quan hệ Mỹ–Nhật và quan hệ Nhật–Trung là quan hệ bình đẳng. Bây giờ bạn nên biết ý tưởng này nực cười như thế nào", chỉ trích quan điểm "mối quan hệ Trung–Mỹ–Nhật là ba góc trong tam giác" của một số chính khách đảng Dân chủ, đồng thời Koizumi chỉ ra thời điểm đảng Dân chủ cầm quyền thì cả Hatoyama Yukio và Kan Naoto khi nhậm chức Thủ tướng mới nhận thức rõ ràng mức độ quan trọng của liên minh Hoa Kỳ–Nhật Bản. |
| Đảng Công Minh             | Tại buổi họp báo sáng ngày 5 tháng 11 tại Quốc hội Nhật Bản, Chủ tịch đảng Công Minh Inoue Yoshihisa khẳng định "nếu là sự thật thì đó là vấn đề quản trị của chính phủ, trách nhiệm của chính phủ Nhật Bản rất lớn. Chính phủ được yêu cầu điều tra khẩn cấp về sự cố và giải trình cần làm rõ vị trí chịu trách nhiệm. Khi sự thật được công bố, Bộ trưởng có thẩm quyền cần làm rõ vị trí phải chịu trách nhiệm và cách thức chịu trách nhiệm, đó là những điều tôi muốn nói. Tôi yêu cầu chính phủ Nhật Bản phải giải trình toàn bộ sự việc tại Ủy ban Tài chính Tham Nghị viện". Chính khách Ishii Keiichi nêu quan điểm "từ góc nhìn của Trung Quốc, tôi nghĩ chính phủ Nhật Bản đã cố tình phát tán video. Trách nhiệm của Bộ trưởng là rõ ràng và tôi muốn làm rõ sự thật". Tại buổi họp báo ngày 11 tháng 11, chính khách Yamaguchi Natsuo nói rằng "mặc dù tôi không có một phán quyết để bãi nhiệm ngay lập tức nhưng phản ứng của chính phủ Kan Naoto dường như nghiêm trọng hơn dự kiến. Nếu chính phủ hiện tại không đáp ứng được kỳ vọng của công chúng, những thay đổi sẽ không thể xảy ra trong quá trình quản trị của chính phủ". Tại buổi họp ban thư ký đảng Dân chủ trong cùng ngày với nội dung chính phủ Nhật Bản của đảng Dân chủ cam kết lập trường bất kể trách nhiệm của Bộ trưởng Bộ Đất đai, Hạ tầng, Giao thông và Du lịch Mabuchi trong sự cố phát tán, chính khách Yamaguchi Natsuo bình luận "Chánh Văn phòng Nội các Sengoku đang hành động kỳ lạ giống như cố gắng giảm bớt trách nhiệm cá nhân khi nói rằng 'trách nhiệm chính trị và hành pháp là khác nhau', thật hài hước. Trong loạt sự cố này, việc xử lý hình sự của Văn phòng Công tố khu vực Naha và phản ứng của Lực lượng Bảo vệ bờ biển dựa trên phán quyết chính trị. Phía chính trị cần phải chịu trách nhiệm, không được phép áp đặt trách nhiệm lên các vị trí hành pháp, trách nhiệm thuộc về Bộ trưởng Ngoại giao Maehara Seiji." |
| Đảng Chúng nhân            | Trả lời phóng viên vào sáng ngày 5 tháng 11 tại Quốc hội, chính khách Watanabe Yoshimi khẳng định "đây là sự sụp đổ của chính phủ nội các Kan. Bắt nguồn từ sự thiếu kỷ luật khi Thủ tướng và Chánh Văn phòng Nội các Sengoku không công bố. Nếu đó là thông tin nhạy cảm về cuộc sống của quốc dân, điều đó thật đáng sợ. Bức bình phong che đậy một video được biên tập cho một số nghị sĩ đã bị phơi bày". Cùng ngày, chính khách Yamauchi Koichi lo lắng "sau vụ phát tán thông tin điều tra khủng bố quốc tế tại Sở Cảnh sát Thủ đô Tokyo, liệu có ổn không khi phát tán quá dễ dàng như vậy? Tôi lo lắng về uy tín của cơ quan an ninh". Trong bài phát biểu tại thành phố Kōfu ngày 7 tháng 11, chính khách Watanabe Yoshimi nói rằng "trước tiên hãy công bố đầy đủ cho công chúng' và 'nên ngừng tìm kiếm tội phạm". |
| Đảng Cộng sản Nhật Bản     | Trả lời câu hỏi của phóng viên ngày 5 tháng 11, Chủ tịch Ban chấp hành Trung ương đảng Cộng sản Nhật Bản Kokuta Keiji nói rằng "nếu video bị phát tán liên quan đến các vấn đề ngoại giao thì đây là một vấn đề lớn. Cho dù có thật hay không, nếu có thật, tôi muốn yêu cầu chính phủ phải có trách nhiệm tiến hành một cuộc điều tra kỹ lưỡng về việc ai đã làm, làm như thế nào và tại sao để làm rõ sự việc. Đối với quần đảo Senkaku, đảng Cộng sản Nhật Bản cũng như chính phủ Nhật Bản luôn kiên định tuyên bố với cộng đồng quốc tế và Trung Quốc rằng chủ quyền lãnh thổ Nhật Bản hợp pháp cả về giá trị lịch sử và pháp lý quốc tế. Tôi muốn nhấn mạnh lại một lần nữa rằng việc xử lý kỹ lưỡng là rất quan trọng". Tại buổi họp báo ngày 11 tháng 11 tại Quốc hội khi đề cập đến sĩ quan Lực lượng Bảo vệ bờ biển phát tán, Tổng bí thư đảng Cộng sản Nhật Bản Shii Kazuo nói rằng "nếu xem video bị phát tán, phán quyết của chúng tôi là đây không phải thứ nên được bảo mật. Chính phủ cần có trách nhiệm sớm công bố sự việc. Trọng tâm câu hỏi bây giờ không phải là vấn đề phát tán, trọng tâm của vấn đề là không có một chính sách chịu trách nhiệm và tại sao không công bố những điều cần tiết lộ ở giai đoạn đầu. Trách nhiệm cần được giải trình. Chính phủ giảm nhẹ vấn đề thành sự cố phát tán, tăng cường hình phạt đối với nghĩa vụ bảo mật công vụ quốc gia và xem xét xây dựng 'luật bí mật quốc gia'. Đây là một câu chuyện hoàn toàn khác, hoàn toàn không thể chấp nhận được khi xâm phạm tự do ngôn luận và quyền được biết của công chúng". Shii nói "đảng Cộng sản kết luận rằng video cần được phát hành một cách cẩn trọng. Ở giai đoạn đầu khi chúng ta không biết nội dung video, chính phủ có trách nhiệm trong việc nên công bố cho công chúng hay không. Nhưng nếu xem video, đó không phải là thứ nên được giữ kín. Nếu video có nội dung như vậy, đáng lẽ phải được công bố ngay từ đầu. Trách nhiệm của Bộ trưởng thẩm quyền như thế nào? Trách nhiệm lớn nhất là không công bố ngay từ đầu và tiếp tục trả lời vô trách nhiệm, nói cách khác thì đó chính là Thủ tướng Kan và Chánh Văn phòng Nội các Sengoku." |
| Đảng Mặt trời mọc Nhật Bản | Trong một buổi họp tại Okayama ngày 6 tháng 11, chính khách Hiranuma Takeo khẳng định "chúng ta sẽ không có bất kỳ tội phạm nào nếu ngay từ đầu chúng ta công khai tất cả mọi thứ". |
| Đảng Cách tân              | Tại buổi họp báo sáng ngày 11 tháng 11, chính khách Masuzoe Yōichi nhận định "Tư lệnh Lực lượng Bảo vệ bờ biển và Bộ trưởng Đất đai, Hạ tầng, Giao thông và Du lịch nên từ chức. Tôi nghĩ rằng Bộ trưởng Ngoại giao Maehara Seiji đáng bị khiển trách". |
| Đảng Dân chủ Xã hội        | Ngày 5 tháng 11, Chủ tịch đảng Dân chủ Xã hội Shigeno Yasumasa chỉ trích "chuyện cười không dứt". |
| Chính khách độc lập        | Tại một buổi họp báo ngày 9 tháng 11, Nghị trưởng Chúng Nghị viện kiêm chính khách độc lập Nishioka Takeo (thuộc đảng Dân chủ) bộc bạch rằng "sự việc được phát giác theo một cách kỳ lạ rằng đánh giá và phản ứng của chính phủ sai lầm. Tôi đã nói rằng sự kiện nên được công khai cho toàn bộ công chúng". Tại buổi họp báo ngày 16 tháng 11, Nishioka nói "tại sao không công khai cho công chúng khi quá nhiều người đang xem nó? Tôi không hiểu". |

### Hiệp hội – Tổ chức
Tại buổi họp báo thường kỳ ngày 8 tháng 11, chủ tịch Keidanren Yonekura Hiromasa nói rằng "sự cố phát tán đi ngược lại mối quan hệ hòa dịu giữa Nhật Bản và Trung Quốc. Theo như tuyên bố của chính phủ Nhật Bản, đó là vụ vi phạm luật công vụ và bị truy tố. Trên hết, cả hai quốc gia đều có những tuyên bố mạnh mẽ về vấn đề lãnh thổ, sau khi nhận ra điều đó và đã cố gắng thử hòa hợp với nhau như tư cách những quốc gia láng giềng hữu hảo. Tôi nghĩ rằng chúng ta đã thực sự tranh luận về lý do tại sao vụ va chạm tàu Senkaku năm 2010 xảy ra và không nên truy tố."
Tại buổi họp báo ngày 12 tháng 11 ở Takamatsu, chủ tịch Liên đoàn Luật sư Nhật Bản Utsunomiya Kenji thông báo chính phủ đang tiến tới tăng cường quản lý hệ thống thông tin trong bối cảnh sự cố phát tán video liên quan đến vụ va chạm ngư thuyền, đồng thời cảnh báo "điều cơ bản của nền dân chủ là bảo vệ quyền được biết của công chúng, Liên đoàn Luật sư Nhật Bản phản đối 'luật bí mật quốc gia' (đã bị xóa bỏ trước đây) bằng cách thành lập 'ủy ban đánh giá truy tố'. Chúng ta phải thận trọng để không trở thành kiểm soát thông tin, tổng hợp và phản hồi thông tin về 'luật bí mật quốc gia' đang cố được xét lại. Video cho thấy những gì đã xảy ra trên biển, thông tin đã đóng góp cho lợi ích quốc gia. Quyền được biết của công chúng cần được tôn trọng".

### Chính khách địa phương
Trong buổi họp báo thường kỳ ngày 5 tháng 11, Thống đốc Tokyo Ishihara Shintarō phát biểu "tại sao chính phủ không công bố video? Rốt cuộc, có lẽ cần một người tố giác. Vụ va chạm bị phát tán nhằm muốn công chúng nhìn thấy tình hình thực tế, điều đó không tốt sao? Tôi nghĩ rằng nhận thức của cộng đồng là rõ ràng". Trả lời phỏng vấn của Fuji News Network vào ngày 11 tháng 11 về sĩ quan Lực lượng Bảo vệ bờ biển Kobe phát tán video, Ishihara nói "tại sao lại cần thiết phải bắt giữ một người yêu nước? Thật sai lầm khi che giấu video. Chính phủ che đậy video như thể bán nước, người tố giác công bố cho công chúng có lòng yêu nước, tất cả những điều này đều được người Nhật hiểu. Bởi vì đó là thông tin rất quan trọng, tại sao nội các chính phủ không hiểu được điều đó" Tại buổi họp báo thường kỳ ngày hôm sau, Ishihara Shintarō tiếp tục chỉ trích chính phủ Nhật Bản và ủng hộ sĩ quan trưởng khi tuyên bố "tôi nghĩ những người công bố video có lòng yêu nước, tôi tự hỏi nội các chính phủ hiện tại liệu có quyền trừng phạt những người đó? vấn đề phải được quyết định bởi công chúng, tôi thực sự không đủ thẩm quyền hoặc tôi không thể nhìn thấy điều đó, thực sự là như vậy." Trong buổi họp báo của sĩ quan Lực lượng Bảo vệ bờ biển Kobe (lúc này được công khai tên là Masaharu Isshiki) ngày 15 tháng 2 năm 2011, Ishihara bày tỏ "tôi muốn thay mặt công chúng bày tỏ sự kính trọng và lòng biết ơn chân thành của mình dành cho hành động yêu nước của bạn. Một nội các giống như những kẻ bán nước không thể có quyền khởi kiện, truy tố hoặc luận tội những người yêu nước. Tôi không nghĩ rằng tiếng nói của công chúng đã dịch chuyển sang ủng hộ chính phủ, thật đáng xấu hổ khi bạn phải nhận một kết cục từ chức đáng buồn."
Trong ngày 11 tháng 11, Thống đốc Ōsaka Hashimoto Tōru cho biết "tôi cảm thấy rất đáng tiếc cho anh ta, các công chức nên tuân theo quyết định của các chính khách. Bất kể lý do là gì, tôi nghĩ rằng các quan chức phải tuân theo quyết định của các chính khách. Nếu điều đó bị phá vỡ, chính phủ sẽ thực sự sụp đổ. Trách nhiệm của quyết định không tiết lộ video nên được định đoạt bởi chính phủ của đảng Dân chủ. Nếu một quyết định lớn như vậy được giao cho một công chức, chính trị sẽ ngừng quay. Nếu tôi dám nói như vậy, tôi tự hỏi tại sao truyền thông lại không dám đưa tin". Thống đốc Chiba Morita Kensaku cho rằng "nếu là vi phạm Đạo luật Công vụ quốc gia, anh ấy nên được điều tra cẩn trọng dựa trên luật pháp. Đó là ý kiến cá nhân, nhưng tôi nghĩ rằng đó (video bị phát tán) không phải là một dạng bí mật quốc gia. Tôi không thể nói 'làm tốt lắm', nhưng cá nhân tôi cho rằng thật tốt khi nhìn thấy. Tôi có thể tái khẳng định phía Trung Quốc đã va chạm."

### Học giả – Luật gia
Ngày 5 tháng 11, giáo sư Yamada Yoshihiko nghiên cứu hải dương học thuộc đại học Tokai xác nhận video là thật với Sankei Shimbun, "vụ phát tán sẽ làm tăng sự mất lòng tin của công chúng đối với Trung Quốc. Nếu video bị phát tán từ nội bộ, có thể đã có sự bất bình về quyền được biết đối với cách thức công bố của chính phủ. Chính phủ Nhật Bản chỉ quan tâm đến diện mạo của Trung Quốc, đây là kết quả của việc chính phủ không nghĩ về những điều quốc dân Nhật Bản mong muốn." Giáo sư Hattori Takaaki thuộc đại học Rikkyo bàn luận "một quốc gia không thể bảo mật tình báo là nguy hiểm. Video được Lực lượng Bảo vệ bờ biển ghi hình bởi tiền thuế quốc gia, lẽ ra chính phủ phải mở cửa cho công chúng. Nội các đảng Dân chủ đang dịch chuyển sang phía che giấu, họ nói rằng sẽ công khai thông tin cho công chúng. Nội các Kan đã mãn hạn nhiệm kỳ bệnh trạng. Video bị lợi dụng có thể gây lo ngại bùng cháy chủ nghĩa dân tộc Nhật Bản. Ban đầu báo chí hoặc truyền hình nên được tiếp cận đưa tin. Phương tiện truyền thông hiện tại phải làm việc chăm chỉ hơn." Chuyên gia hàng hải Tagawa Shunichi phân tích "nếu video phát tán là xác thực, ngư thuyền Trung Quốc có thể đã ý đồ tăng tốc va chạm. Ngư thuyền đã tốc lực bẻ lái sang trái và va chạm trực diện. Nếu nhận thấy một va chạm với chướng ngại vật trước mắt, quy tắc cơ bản là bẻ lái phải để tránh va chạm, nếu bẻ lái sang phải thì chắc chắn không thể đâm vào đuôi tàu tuần tra. Khói đen bốc ra từ đây, khói như thế này được phát ra khi khởi động động cơ và tăng tốc. Tôi có thể nói rằng thuyền trưởng ngư thuyền Trung Quốc tăng tốc độ rõ ràng và có chủ ý, đạp chân ga, xoay vô lăng sang trái và thay đổi hướng đi để cố tình va chạm".
Ngày 10 tháng 11, giáo sư danh dự Horibe Masao nghiên cứu luật học thuộc đại học Hitotsubashi giải thích "từ quan điểm quyền được biết của công chúng, phạm vi nghĩa vụ bảo mật của công chức đã ngăn chặn phát tán dễ dàng. Trước khi xảy ra vụ phát tán lần này, Lực lượng Bảo vệ bờ biển đã giải thích chi tiết về diễn biến va chạm tại buổi họp thông báo bắt giữ thuyền trưởng tàu cá, một video cũng được công bố tại Chúng Nghị viện và các nhà lập pháp của Quốc hội đã giải thích chi tiết cho các phóng viên. Có thể nói rằng đó không phải là thông tin mà người bình thường không biết. Vụ video bị phát tán không phù hợp 'bí mật' theo Đạo luật Công vụ quốc gia, có sự nghi vấn về án phạt hình sự." Giáo sư Hiroshi Endo thuộc đại học Takushoku nói "điều cần nghi ngờ bây giờ không phải là vụ phát tán, phải là thông tin cần được chia sẻ cho công chúng [cộng đồng quốc tế] đã bị giới hạn công khai theo quyết định của chính phủ. Đó là một nguyên nhân dẫn đến vụ phát tán. Các lỗ hổng trong hệ thống quản trị khủng hoảng của Văn phòng Chính phủ và phán đoán tránh công khai đúng hay sai của các chính khách là những vấn đề riêng biệt; quan trọng hơn và nghiêm trọng hơn là phán quyết của Thủ tướng Kan là không công bằng và phi lý. Bằng cách nhấn mạnh vào khía cạnh 'phát tán', không thể bỏ qua vấn đề thiếu năng lực của các chính khách."
Ngày 11 tháng 11, giáo sư Horibe Masao thuộc đại học Hitotsubashi tiếp tục nhấn mạnh "các bí mật được bảo mật theo Đạo luật Công vụ quốc gia phải đáp ứng không được công bố công khai và phải thuộc cấp độ xứng đáng bảo mật. Lực lượng Bảo vệ bờ biển đã giải thích chi tiết về vụ va chạm khi thuyền trưởng tàu cá người Trung Quốc bị bắt giữ. Các nội dung cũng đã được giải thích. Các cảnh quay bị phát tán đều là thông tin đã biết. Quyền được biết nên được ưu tiên, đây không phải thông tin nên được bảo vệ và không phải là một bí mật"; cựu công tố viên Văn phòng Công tố khu vực Tokyo Yasushi Takai nói "công chúng không được thông báo về tình huống cụ thể tại thời điểm xảy ra vụ va chạm, đây là thực tế thường không được biết đến. Ngoài ra, video là một bằng chứng của các vụ án hình sự nên không thể tiết lộ trừ khi được chấp thuận bởi đạo luật tố tụng hình sự. Tuy nhiên, nên thận trọng khi quyết định có theo đuổi trách nhiệm hình sự hay không, đáp ứng quyền được biết của công chúng khác với công khai phát tán khôi hài. Thuyền trưởng người Trung Quốc đã được phóng thích. Trong tương lai, điểm quan trọng nhất sẽ là làm sáng tỏ vì sao video bị phát tán"; luật sư Trung tâm hỗ trợ Thông báo Công ích Sakaguchi Norio nói "tôi không đồng ý với quyết định của chính phủ về việc che đậy video bị phát tán, nhưng các công chức phát tán bí mật chỉ vì không thích chính sách của chính phủ thì quốc gia sẽ không tồn tại. Trong trường hợp này, video không được công bố cho công chúng vì những lý do như bản án ngoại giao hoặc bằng chứng của các vụ án hình sự và không có hành vi sai trái. Hơn nữa, video không được đăng trên truyền thông hay từ chính phủ mà từ YouTube. Đó là sự mặc khải và biện minh khó hiểu khi không cho phép."
Ngày 29 tháng 11, giáo sư Yoichi Takahashi nghiên cứu kinh tế học thuộc đại học Kaetsu nói "nhiều người Nhật bị ám ảnh bởi đảng Dân chủ bởi vì chúng tôi đã bị phản bội lại tất cả những gì chúng tôi mong đợi trước khi chuyển giao chính phủ. Có nhiều điều hấp dẫn mà đảng Dân chủ tuyên bố trước khi chuyển giao chính phủ. Đầu tiên là công bố thông tin. Video Senkaku là điển hình. Trong trường hợp va chạm với tàu cá Trung Quốc ở ngoài khơi quần đảo Senkaku thuộc Okinawa, Bộ trưởng Ngoại giao Maehara Seiji dù đã xem video nhưng không công bố và video bị phát tán mà không gây áp lực hiệu quả lên Trung Quốc. Công chúng có thiện cảm với sĩ quan 'segoku38' phát tán." Giáo sư Hashimoto Motohiro nghiên cứu luật công thuộc đại học Chuo phân tích "theo một nghĩa nào đó, video có thể được coi là bí mật vì chỉ được công bố giới hạn cho một số nhà lập pháp. Mặt khác, cùng thời điểm, nội dung video thực sự được cả quốc gia biết đến. Senkaku xảy ra chuyện gì và ai va chạm với ai, công chúng đều biết mà không cần xem video. Nếu tranh luận rằng mọi thứ được chỉ định như bí mật đều phải được bí mật, điều này sẽ tương đương với bí mật chính thức. Vấn đề tiếp theo là liệu có cần thiết làm cho video này bí mật hay không. Chính phủ thể hiện ngay từ đầu rằng sẽ không công khai video vì nó được sử dụng làm bằng chứng cho một phiên tòa hình sự. Tuy nhiên, thuyền trưởng tàu cá Trung Quốc va chạm với Lực lượng Bảo vệ bờ biển được phóng thích và bị trục xuất nhanh chóng về Trung Quốc. Không có báo cáo nào nói rằng anh ta sẽ bị dẫn độ trở lại Nhật Bản để truy tố trong tương lai gần. Bây giờ phiên tòa hình sự bị dừng, lập luận của chính phủ không còn được chấp nhận. Sự cố này là nền tảng cho việc đánh giá liệu Nhật Bản có thể duy trì được một nền dân chủ hay không."

### Lực lượng Phòng vệ – Ngoại giao
Cựu tham mưu trưởng Lực lượng Phòng vệ Trên không Nhật Bản Tamogami Toshio bộc bạch "tôi muốn tin rằng video được định hướng bởi 'nhóm lương tri' bên trong đảng Dân chủ. Nhiều thành viên của đảng Dân chủ có ý trí mạnh mẽ đã nói 'nếu chính phủ Kan-Sengoku không thể làm được, chúng tôi sẽ tự thân nói với công chúng sự thật'. Giống như nhiều quốc dân, tôi tự hỏi tại sao lại giấu giếm video thật lạ lùng như vậy? Theo lẽ thường tự nhiên khi nghĩ rằng họ [chính phủ] đã công bố một video 'chính thức' trên YouTube theo một số lộ trình. Không thể tránh khỏi việc buông lỏng tình báo của chính phủ đã đẩy sự liều lĩnh tự phát của Trung Quốc lên cao trong tương lai." Cựu trung tướng Lực lượng Phòng vệ Trên không Nhật Bản kiêm nhà nghiên cứu quân sự Mamoru Satō bình luận "có lẽ một số người biết rõ video này nằm tại đâu. Phẫn nộ vì bị điều khiển bởi bàn tay che đậy. Đáng lẽ phải công bố video để quốc dân đánh giá nội dung." Cựu công tố viên đặc biệt Tadanobu Bando của Sở Cảnh sát Thủ đô nói "tôi nhớ rằng các công tố viên tại Văn phòng Công tố khu vực Naha phẫn nộ hơn Lực lượng Bảo vệ bờ biển. Tôi tin chắc rằng việc che đậy có thể bị truy tố, mặc dù tôi đã hoàn thành trách nhiệm trong tư cách một công tố viên quốc gia, nhưng sự tiếc nuối lật ngược lại phải lớn hơn tôi tưởng tượng. Tại thời điểm này, dữ liệu gốc của video chỉ còn tồn tại ở Văn phòng Công tố khu vực Naha và Lực lượng Bảo vệ bờ biển, nhiều khả năng nghi ngờ rằng Lực lượng Bảo vệ bờ biển phát tán, tôi cảm thấy lập luận của công tố viên phải chịu áp lực từ chính phủ."
Trả lời phỏng vấn ngày 5 tháng 11 với Sankei Shimbun, cựu giám đốc Văn phòng An ninh Nội các Sasa Atsuyuki nhận định "phán quyết không công khai video của nội các Kan Naoto là sai lầm. Bộ trưởng Ngoại giao Maehara Seiji nói rằng có một video ghi hình [ngư thuyền Trung Quốc] va chạm từ rất sớm nhưng chính phủ đã không công bố. Chánh Văn phòng Nội các Sengoku nói sẽ không xét xử công khai thuyền trưởng tàu cá nhằm phù hợp phiên tòa theo 'đạo luật tố tụng hình sự', nhưng thuyền trưởng tàu cá đã được phóng thích bằng các biện pháp phi pháp lý, vì vậy đã không thực sự có phiên tòa nào. Chính phủ Kan xử lý sai lầm khi không công bố sự thật. Mặc dù công chúng rất quan tâm đến vấn đề quần đảo Senkaku, điều lạ là chính phủ không tiết lộ thông tin. Một số người nói rằng vụ video bị phát tán sẽ được điều tra nghiêm túc trong câu chuyện của Lực lượng Bảo vệ bờ biển và Văn phòng Công tố, thông tin ban đầu cần được tiết lộ, tôi sẽ bảo vệ sĩ quan 'sengoku38'. Người tố giác là một samurai bùng cháy lòng yêu nước. Nếu bạn đang biện hộ theo giáo dục bài Nhật tại Trung Quốc, bạn sẽ nói rằng tàu Nhật Bản đã đâm. Tôi không nghĩ người Trung Quốc sẽ xem YouTube, video nên được công bố từ chính phủ chứ không phải từ phát tán." Cựu nhà phân tích chính trị Satō Yū thuộc Bộ Ngoại giao nói "video đã bị phát tán từ nội bộ Lực lượng Bảo vệ bờ biển và nếu thông tin mật trở nên công khai, tổ chức rất buông lỏng đến mức không thể bỏ qua. Đây có thể là hành động của những người đã bất bình với cách xử lý vụ phóng thích thuyền trưởng người Trung Quốc, nhưng đó là một sai lầm khi giải quyết video theo hình thức người tố giác." Phản ứng trước lời khai của sĩ quan 'sengoku38' vào ngày 15 tháng 11, Satō Yū bình luận "một người phá vỡ ranh giới không được phép như thói quen thì không đủ tư cách làm công chức quốc gia. Tác giả là một trong những người phê bình bị chỉ trích nặng nề nhất về chính sách đối ngoại yếu nhược của nội các Kan đối với phía Trung Quốc."

### Xã hội Nhật Bản
Sankai Shimbun và Fuji News Network thăm dò ý kiến công chúng về quan điểm công khai video từ chính phủ Nhật Bản vào ngày 30–31 tháng 10, 78,4% muốn công khai toàn bộ. Ngày 6 tháng 11, Yomiuri Shimbun báo cáo rằng văn phòng quan hệ công chúng của Lực lượng Bảo vệ bờ biển tại Kasumigaseki ở Tokyo tràn ngập các câu hỏi và những ý kiến khác nhau sau vụ va chạm tàu Senkaku năm 2010, một báo cáo về sự cố phát tán video Senkaku được gửi đến địa chỉ thư điện tử của văn phòng vào khoảng 0 giờ 30 phút ngày 5 tháng 11. Đến 19 giờ ngày 5 tháng 11, nội dung các câu hỏi qua hệ thống điện thoại có 83 ý kiến như 'đừng bác bỏ vụ va chạm ngay cả khi bạn là một sĩ quan Lực lượng Bảo vệ bờ biển' hoặc 'đừng tìm kiếm tên tội phạm', 14 ý kiến chỉ trích sự buông lỏng quản lý thông tin và một số ý kiến hỏi 'tại sao đến giờ vẫn chưa công bố video'. Tại buổi họp báo ngày 8 tháng 11, trước chất vấn về vấn đề Lực lượng Bảo vệ bờ biển liên tục nhận được một loạt các cuộc gọi 'cổ vũ' sau sự cố phát tán video, Chánh Văn phòng Nội các Sengoku tỏ ra khó chịu và lên tiếng khẳng định "video phát tán đã được công bố và 'tôi đã làm rất tốt' có phải vậy không? Bằng cách khen ngợi một hành vi tội phạm, tôi không biết liệu có một cảm giác như thế ở Nhật Bản hay không nhưng tôi không đồng ý với điều đó". Cùng ngày, văn phòng quan hệ công chúng của Lực lượng Bảo vệ bờ biển nhận 177 cuộc gọi điện thoại và 770 thư điện tử sau vụ phát tán, 80% cuộc gọi ủng hộ sĩ quan "sengoku38" trong khi nội dung thư điện tử chưa được phân tích. Tổng cộng 280 cuộc gọi đến trụ sở Lực lượng Bảo vệ bờ biển tính đến ngày 9 tháng 11, chỉ có 14 ý kiến chỉ trích buông lỏng quản lý tình báo trong khi đa phần ý kiến đều phản đối truy tố sĩ quan phát tán. Ngày 11 tháng 11, hơn 400 cuộc điện thoại gọi đến văn phòng Lực lượng Bảo vệ bờ biển khu vực Kobe ủng hộ 'sĩ quan anh hùng', văn phòng quan hệ công chúng của Lực lượng Bảo vệ bờ biển khu vực Tokyo nhận hơn 300 cuộc gọi điện thoại và thư điện tử yêu cầu 'thả sĩ quan ngay lập tức'.
Reuters thực hiện khảo sát bình chọn nhân vật của năm 2010 với cư dân mạng người Nhật, quán quân là sĩ quan trưởng Lực lượng Bảo vệ bờ biển Kobe (lúc này được công khai tên là Masaharu Isshiki) (35%), á quân là ca sĩ Fukuyama Masaharu (13%), người thứ ba là cầu thủ bóng đá Honda Keisuke (12%). Kỳ thi xã hội học ngày 13 tháng 12 của trường trung học cơ sở Ose tại Ikoma thuộc Nara đã đặt câu hỏi không chính xác "tổ chức của người bị bắt trong vụ phát tán video Senkaku ở đâu", phó hiệu trưởng Hideo Sakamoto bộc bạch "rất xin lỗi vì đã cho học sinh nhận thức sai lầm. Trong tương lai, các nhà thiết kế đề thi sẽ kiểm tra các câu hỏi, tôi muốn làm mọi thứ để ngăn ngừa [sự việc tương tự] tái diễn". Ngày 5 tháng 11, khảo sát của Yomiuri Shimbun cho biết tỷ lệ ủng hộ nội các Kan Naoto còn 35% và tỷ lệ phản đối tăng 55%; trong khi Kyodo News công bố khảo sát ghi nhận tỷ lệ ủng hộ nội các Kan Naoto còn 32,7%.

#### Thăm dò ý kiến
| Hãng truyền thông | Yahoo!                                                                                                | Niconico | Kyodo News | Sankei Shimbun | Sankei Shimbun |
| ----------------- | --- | --- | --- | --- | --- |
| Thời gian         | 5–8 tháng 11 năm 2010                                                                                 | 11 tháng 11 năm 2010 | 12–13 tháng 11 năm 2010 | 12–16 tháng 11 năm 2010 | 23–25 tháng 11 năm 2010 |
| Phương pháp       | Khảo sát trên website                                                                                 | Khảo sát trên website | Khảo sát qua điện thoại | Khảo sát trên website | Khảo sát trên website |
| Người tham gia    | 307.000 người                                                                                         | 131.453 người | 1.000 người (464 nam, 536 nữ) | 20.773 người (14.822 nam, 5.951 nữ) | 5.031 người (4.095 nam, 936 nữ) |
| Nội dung          | - Quan điểm đánh giá về phát tán video vụ va chạm tàu Senkaku năm 2010? - Tích cực 80% - Tiêu cực 20% | - Phát tán video trong vụ va chạm tàu Senkaku năm 2010 có tốt không? - Có 81,9% - Không 3,3% - Video vụ va chạm tàu Senkaku năm 2010 có phải là một thông tin mật của chính phủ Nhật Bản? - Có 13,6% - Không 64,4% - Không biết 21,9% - Có nên công khai toàn bộ video vụ va chạm tàu Senkaku năm 2010? - Có 87,6% - Có thể 9,3% - Không 3% | - Chính phủ Nhật Bản có nên công bố video vụ va chạm tàu Senkaku năm 2010? - Có 88,4% - Không 7,8% - Không biết 3,8% - Video vụ va chạm tàu Senkaku năm 2010 có phải là một thông tin mật của chính phủ Nhật Bản? - Có 13,2% - Không 81,1% | - Bạn có ủng hộ hành động của các sĩ quan Lực lượng Bảo vệ bờ biển Nhật Bản bị cáo buộc phát tán video không? - Có 95% - Không 5% - Bạn đánh giá phản ứng hủy bỏ công bố video vụ va chạm tàu Senkaku năm 2010 của chính phủ Nhật Bản có đúng không? - Có 2% - Không 98% - Chính phủ Nhật Bản có nên tiếp tục công bố video cho công chúng? - Có 98% - Không 2% | - Quyết định của cơ quan điều tra không bắt giữ sĩ quan Lực lượng Bảo vệ bờ biển Nhật Bản đúng không? - Có 92% - Không 8% - Chánh Văn phòng Nội các Sengoku Yoshito và Bộ trưởng Đất đai, Hạ tầng, Giao thông và Du lịch Mabuchi Sumio có trách nhiệm trong vụ phát tán không? - Có 95% - Không 5% - Chính sách đối ngoại đối phó Trung Quốc của nội các Kan có tốt không? - Có 1% - Không 99% |

#### Lực lượng Bảo vệ bờ biển
Ngày 6 tháng 11, Tư lệnh Lực lượng Bảo vệ bờ biển Suzuki Hisayasu thông cáo chính thức "chúng tôi đang tiến hành một cuộc điều tra cẩn thận, bao gồm cả việc xem xét liệu các cảnh quay có phải do chúng tôi thực hiện hay không". Ngày 10 tháng 11, một sĩ quan cấp cao thuộc Phân khu Lực lượng Bảo vệ bờ biển Nhật Bản vùng 5 cảm thông bày tỏ "nội dung của video [bị phát tán] có thể cho công chúng nhìn thấy tính hợp pháp của Lực lượng Bảo vệ bờ biển. Có thể hiểu được thành tâm công khai cho công chúng đối ngược lại sự che giấu quyền được biết", một nam sĩ quan thẳng thừng phẫn nộ "bất kể suy nghĩ của bạn như thế thế nào, nếu hành động cá nhân dựa trên các phán quyết của chính họ thì tổ chức không thể tồn tại". Nam sĩ quan khác cho biết "cảm thấy bất bình vì phát tán tình báo mà chưa có sự cho phép. Chúng tôi là con người thuộc tổ chức có tên gọi là 'Hải bảo', xin lỗi vì đã không tuân thủ các quy tắc của tổ chức", một sĩ quan còn lại bối rối nói "không biết lý do tại sao chúng tôi lại nhận được một video của khu vực khác".
Cùng ngày lúc 12 giờ 30 phút, người phát ngôn Phân khu Lực lượng Bảo vệ bờ biển Nhật Bản vùng 5 thông cáo chính thức "không nghe thấy thông báo nào từ Tokyo, chúng tôi chưa nghe thấy bất kỳ điều gì về việc video bị phát tán từ một quán cà phê Internet, tôi không thể tiết lộ thêm." Sĩ quan chỉ huy Phân khu Lực lượng Bảo vệ bờ biển Nhật Bản vùng 5 giải thích "tôi không biết, chỉ biết thông tin trên báo chí, chưa có thông tin chính thức nào" trong khi đang xem xét ghi chú. Một sĩ quan thông tin thêm "thời gian tới, việc làm sáng tỏ động cơ sẽ là trọng tâm. Có khả năng cao phạm tội thỏa mãn tính chất cá nhân. Đó là một câu chuyện rất đáng tiếc. Giọt lệ sắp tuôn ra, là một sĩ quan Lực lượng Bảo vệ bờ biển, tôi tin tưởng đến cùng".

### Truyền thông Nhật Bản
Ngay khi video Senkaku phát tán trên YouTube vào đêm ngày 4 tháng 11, các đài truyền hình Nhật Bản (Fuji TV, TBS TV, NHK, TV Asahi, Nippon TV, TV Tokyo) vào sáng ngày 5 tháng 11 liên tục phát sóng lại video va chạm từ YouTube. Khi bàn luận về mối quan hệ giữa Internet và truyền thông đại chúng, Sankei Shimbun cho rằng "Internet đi trước truyền hình và báo chí về vụ phát tán video, truyền thông đại chúng hiện tại được sử dụng để phân tích và xác minh video. Một chương trình đối phó 'vấn đề truyền thông' phát tán của YouTube đã xuất hiện, vụ việc cũng đã tạo ra tranh luận về tương lai của truyền thông". Cùng quan điểm, JBpress cho rằng vụ phát tán video Senkaku cho thấy sự sụp đổ quyền lực của các phương tiện truyền thông đại chúng lớn, truyền hình và báo chí không thể cập nhật kịp tin tức trên Twitter. J-CAST phân tích rằng "trước khi Internet lan truyền, thông tin sẽ được đưa đến các tờ báo và đài truyền hình hoặc các tạp chí tuần san. Nhưng bây giờ, bạn có thể cho mọi người trên khắp thế giới biết nếu bỏ qua truyền thông và đăng tải thông tin trực tiếp lên Internet'. Newsweek xuất bản xã luận "video Senkaku là bước ngoặt lịch sử của truyền thông đại chúng" ngày 18 tháng 11 cho biết "hội thảo chuyên đề với sự tham gia của nhiều giám đốc thuộc các hãng truyền thông lớn tại Tokyo đều 'sốc' khi video bị phát trực tuyến trên YouTube chứ không phát sóng trên truyền hình. Cho đến hiện tại, nếu một công chức muốn theo hướng người tố giác thì video sẽ được mang đến một đài truyền hình. Nhưng lần này, không có bằng chứng cho thấy điều đó. Nó hình thành một kỷ nguyên mới khi những người bình thường đột nhiên có thể thổi bay tin lớn trên toàn cầu". Japan In-depth cho rằng phát tán video Senkaku là sự kiện lớn khi thông tin rò rỉ không được gửi đến phương tiện truyền thông báo chí hiện tại mà được phát hành trên YouTube, thông tin không còn bị truyền thông hiện tại độc quyền mà bất kỳ ai cũng có thể sử dụng Internet để cung cấp thông tin ngay lập tức cho số lượng người tiếp cận không xác định.
Trong bối cảnh dư luận coi sĩ quan "sengoku38" là anh hùng và đồng thời truyền thông đại chúng đang tranh luận về tính đúng sai nếu công bố ảnh chân dung, bất chợt Shūkan Gendai tiết lộ tên thật của sĩ quan vào ngày 15 tháng 11 và Shūkan Shincho đăng ảnh chân dung sĩ quan vào ngày 18 tháng 11. Jiji Press xếp hạng vụ va chạm ngoài khơi quần đảo Senkaku và vụ phát tán video Senkaku đứng đầu trong mười mục tin tức lớn nhất năm 2010 tại Nhật Bản, NHK xếp vụ va chạm ngoài khơi quần đảo Senkaku là một trong những sự kiện nổi bật nhất năm 2010, Sankei Shimbun đánh giá vụ va chạm và phát tán video Senkaku là sự kiện nổi bật trong năm 2010.

#### Biên tập tiêu cực
Asahi Shimbun xuất bản xã luận ngày 6 tháng 11 với tựa đề 'Thông suốt phát tán video Senkaku, xử lý cẩn trọng' phân tích "quản lý tình báo của chính phủ có thể không đúng chỗ. Thật sai lầm khi nghĩ một video bị phát tán chỉ đơn thuần là một cuộc điều tra. Việc xử lý là một vấn đề chính trị cao độ, có thể ảnh hưởng đến tương lai quan hệ Nhật Bản–Trung Quốc và các chính sách đối nội. Điều này trái ngược với ý muốn của chính phủ, thực tế là bất cứ ai cũng có thể dễ dàng xem video trên Internet, không có gì bất ngờ. Một phiên bản video biên tập ngắn đã được trình lên Quốc hội vài ngày trước, video chỉ được công bố cho một số nghĩ sĩ đảng cầm quyền và đảng đối lập, một ý kiến cương quyết yêu cầu công bố công khai cả những phần chưa biên tập giữa các đảng đối lập và công chúng. Nếu một số cơ quan điều tra chỉ trích chính sách không công khai, đó là một hành động trái ngược với ý muốn của chính phủ và Quốc hội, không được phép. Chính phủ đã làm sáng tỏ hoàn toàn lộ trình [dũng cảm] phát tán, hệ thống quản lý tình báo được khẩn cấp xây dựng lại để đề phòng tái diễn. Ngay cả khi công bố đoạn phim và tìm thấy bằng chứng tàu cá Trung Quốc cố tình đâm, chính phủ Trung Quốc sẽ không bao giờ thay đổi thái độ. Việc xử lý video cần xem xét cẩn trọng, thông suốt lợi hại ngoại giao." Trong bài xã luận xuất bản ngày 11 tháng 11, Asahi Shimbun nêu quan điểm "video đã được biên tập bởi Lực lượng Bảo vệ bờ biển Ishigaki. Nếu sĩ quan 'sengoku38' phát tán đã nhận được video từ một sĩ quan Lực lượng Bảo vệ bờ biển Ishigaki, có khả năng sĩ quan đồng nghiệp sẽ bị cáo buộc đồng lõa vi phạm pháp luật. Có một nghi ngờ rằng video đang được lưu hành nội bộ trong Lực lượng Bảo vệ bờ biển. Nếu bạn có một bản sao video tại văn phòng sĩ quan 'sengoku38', bạn có thể đã biết đến video, có khả năng video bị trộm nếu bạn mang ra khỏi căn phòng mà lúc đầu bạn không được phép vào", đồng thời nghi ngờ định danh video 'bí mật quốc gia' vì đã tiết lộ một phần cho các nghị sĩ trước đó một khoảng thời gian, 'không nên truy tố bởi sĩ quan trưởng làm vì lợi ích của quốc dân Nhật Bản. Nếu sự cố phát tán video là thật, video mà chính phủ quyết định không công khai, sĩ quan 'sengoku38' là một công chức thuộc cơ quan chính phủ đã phát tán video chống lại quyết định này. Ban đầu, các công chức quốc gia nhất thiết phải tuân thủ kỷ luật, nếu bị phát tán tùy tiện thì sẽ dẫn tới sụp đổ đạo đức. Giống như một số chính khách đã miêu tả trường hợp này là một cuộc đảo chính', có thể lo ngại chính phủ sẽ không đứng vững." Theo bài xã luận ngày 17 tháng 11, "trong khi những nghi vấn đơn phương gia tăng về Lực lượng Bảo vệ bờ biển, một số tiếng nói đã ủng hộ hành động của sĩ quan 'sengoku38', cựu Thủ tướng Abe Shinzō 'ủng hộ dũng khí của sĩ quan trưởng Lực lượng Bảo vệ bờ biển bị cáo buộc phát tán'. Chỉ vì chính sách của chính phủ khác với suy nghĩ cá nhân, nếu công chức tại nơi xảy ra sự việc tự ý phát tán tình báo mà không được phép thì việc quản trị quốc gia sẽ như thế nào? Hành vi của sĩ quan trưởng không hội đủ các điều kiện cần thiết của người tố giác được pháp luật bảo vệ. Một sai lầm được ca ngợi anh hùng, nguy hiểm kinh khủng. Viên sĩ quan đưa ra một tuyên bố tôi muốn mỗi người suy nghĩ, phán xét và hành động' nhưng ý định hàm nghĩa là gì? Thừa nhận rằng việc tiết lộ thông tin và thảo luận dựa trên thông tin đó là không thể thiếu đối với nền dân chủ, đối với mỗi trường hợp nên đánh giá công khai hay không bằng cách xem xét lợi ích tổng thể. Trong tình trạng hỗn loạn hiện nay, chính sách của chính phủ đối phó vụ tàu cá Trung Quốc đã bị lung lay và đẩy trách nhiệm đến Văn phòng Công tố, có sự ngờ vực trong quản trị chính phủ khi không giải thích cẩn thận quan điểm của chính phủ cho công chúng. Chân tướng sự thật chưa sáng tỏ. Cần điều tra sáng tỏ sự thật. Sự việc này thúc đẩy bàn luận về phương thức tiết lộ và bảo mật tình báo trong thời đại Internet."
Mainichi Shimbun xuất bản xã luận tựa đề Nỗi buồn thiếu năng lực quản trị phát tán video Senkaku ngày 6 tháng 11 phân tích "cho phép phát tán cho thấy quản trị khủng hoảng cẩu thả của chính phủ và thiếu năng lực quản lý tình báo. Việc phát tán tình báo quan trọng từ các cơ quan chính phủ và các cơ quan điều tra được phát giác mấy ngày trước (vụ phát tán thông tin điều tra khủng bố quốc tế tại Sở Cảnh sát Thủ đô Tokyo). Đây là một vụ việc mà trong đó các tài liệu nội bộ của cảnh sát liên quan đến điều tra khủng bố quốc tế bị phát tán trực tuyến. Những sai lầm lặp đi lặp lại trước sự kiện APEC Nhật Bản 2010 tổ chức tại Yokohama thậm chí còn đặt câu hỏi về khả năng quản trị của nội các Kan. Phải công bố lộ trình phát tán khẩn cấp, trách nhiệm phải được làm rõ. Cảm thấy rất bất an khi kết quả giống như công bố công khai dưới hình thức chống lại ý định của chính phủ và Quốc hội. Quản trị khủng hoảng của chính phủ Nhật Bản hiện tại đang xảy ra chuyện gì vậy? Tình huống rất nghiêm trọng nếu công chức nội bộ công khai phát tán phá hủy chính phủ. Nếu đó là một hành động bất bình khi thuyền trưởng người Trung Quốc bị dừng truy tố và được phóng thích, cùng việc giới hạn công khai video Senkaku trong Quốc hội thì đây chính là 'phong trào đảo chính' công khai phản đối chính sách của chính phủ và phán quyết của quốc hội. Đây là một tình huống nghiêm trọng. Tất yếu phải điều tra nghiêm túc. Người phát ngôn Bộ Ngoại giao Trung Quốc nói về phát tán video Senkaku rằng 'tính bất hợp pháp trong hành vi của phía Nhật Bản không thể bị che đậy', đoạn phim cũng được đăng lại trên một dịch vụ lưu trữ video trực tuyến Trung Quốc nói rằng 'rõ ràng Nhật Bản đã xâm chiếm lãnh hải của Trung Quốc'. Đối phó với vấn đề phát tán video này như thế nào? Nội các Kan được yêu cầu đối phó với khủng hoảng mới". Trong xã luận lý do không công khai video Senkaku đã dần phai mờ ngày 9 tháng 11, Mainichi Shimbun bình luận "ảnh hưởng rất nghiêm trọng nếu công chức có chủ định phát tán. Có sự nghi ngờ về phát tán vì Lực lượng Bảo vệ bờ biển tự thừa nhận giới hạn điều tra nội bộ, do vậy việc chuyển từ 'khảo tra' thành 'điều tra' là điều đương nhiên. Điều đầu tiên chính phủ cần làm là xây dựng lại hệ thống quản lý tình báo, khẩn cấp nghĩ về các biện pháp hữu hiệu chống phát tán tình báo qua những cách thức mới lợi dụng website đăng video. Có vấn đề khi chỉ nghiêng về mặt tăng cường hình phạt. Đối với phát tán video Senkaku, rất nhiều tiếng nói hoan nghênh Lực lượng Bảo vệ bờ biển nói rằng 'hầu hết công chúng muốn xem'. Có lẽ bởi vì chính phủ đã không giải tích chính xác lý do tại sao không công khai cho công chúng. Đoạn video thời lượng dài có thể chứa các video thời lượng ngắn mà chính phủ không muốn công khai trước quốc dân vì có thể ảnh hưởng nghiêm trọng đến quan hệ Nhật Bản–Trung Quốc. Tuy nhiên, nhiều người Nhật đã thấy video phát tán trên Internet. Lý do tiếp tục không công khai đã dần phai mờ. Chính phủ nên công khai một video vào đúng thời điểm để xóa sạch sự ngờ vực của công chúng." Trong bài xã luận ngày 11 tháng 11, Mainichi Shimbun viết "có khả năng phát tán từ nội bộ Lực lượng Bảo vệ bờ biển. Đây là một đoạn phim ghi hình lại vụ va chạm tàu cá Trung Quốc ngoài khơi quần đảo Senkaku ở Okinawa. Các cảnh sát [tại Sở Cảnh sát Thủ đô Tokyo] nói với Yomiuri Telecasting Corporation rằng 'công chúng có quyền được xem video này'. Nhưng bất kể lý do gì, nếu một sĩ quan Lực lượng Bảo vệ bờ biển và đồng thời là một công chức đã đăng video lên YouTube với ý định chống lại ý chí chính phủ, điều đó không hợp lệ và không được phép. Nếu phát tán là thật, làm thế nào các sĩ quan có được video? Tổng cộng có khoảng 44 phút video bị phát tán, người ta nói rằng video được chính sửa bởi máy tính dùng chung của các sĩ quan thuộc bộ phận an ninh và cứu hộ của Lực lượng Bảo vệ bờ biển Ishigaki. Cũng có báo cáo cho rằng các sĩ quan không đảm nhiệm điều tra cũng có thể phê duyệt. Thật ngạc nhiên khi quản lý tình báo cẩu thả. Tòa án Tối cao cho rằng 'video thực sự xứng đáng được bảo mật như một bí mật' dành cho 'những bí mật' bị phát tán có thể vi phạm nghĩa vụ bảo mật. Tuy nhiên, mặc dù là phiên bản rút gọn, video đã được tiết lộ cho một số nghị sĩ Quốc hội. Phán quyết chính trị bao gồm cả cân nhắc đối ngoại vẫn chưa giải thích đầy đủ cho công chúng lý do đằng sau quyết định bảo mật là gì." Bài xã luận ngày 14 tháng 11 của Mainichi Shimbun liên quan đến sự kiện Chánh Văn phòng Nội các Sengoku đề cập tăng cường hình phạt pháp lý đối với bảo mật, bài xã luật cho biết cả Mainichi Shimbun, Asahi Shimbun, Tokyo Shimbun, Sankei Shimbun, Yomiuri Shimbun, Nihon Keizai Shimbun đều chỉ trích 'tầm nhìn ngắn hạn cứng nhắc' và 'sai lệch'.
Trong xã luận '[Phát tán video Senkaku] Chuyện gì đang xảy ra?' ngày 6 tháng 11, Okinawa Times viết "chính phủ chỉ công bố đoạn phim giới hạn cho các nghị sĩ để xem xét tác động ngoại giao. Video bị phát tán là bằng chứng cho thấy duy nhất chính phủ có thể nắm giữ. Tình huống video bị phát tán là vấn đề nghiêm trọng, sự cẩu thả trong quản trị khủng hoảng trở nên rõ ràng. Sự cố phát tán thông tin xảy ra hai lần liên tiếp vào thời điểm tồi tệ nhất khi APEC Nhật Bản 2010 bắt đầu từ ngày 13 đang đến gần. Khi cộng đồng quốc tế đang tăng cường cảnh giác với khủng bố, đó sẽ là sự thiệt hại an ninh nghiêm trọng nếu cho rằng cung cấp thông tin mật cho Nhật Bản thì thông tin sẽ bị phát tán hết ra bên ngoài. Chính phủ nên công bố sớm nhất có thể về sự thật phát tán video cùng với cảm giác khủng hoảng. Thông tin phát tán trên Internet không ngừng khuếch tán. Không có lý do gì để che giấu nữa, vụ video nên được công bố ở giai đoạn đầu, nên chia sẻ thông tin với công chúng." Tokyo Shimbun thuộc Chunichi Shimbun xuất bản xã luận 'video Senkaku phát tán do phản ứng của chính phủ' cho rằng "vụ phát tán video Senkaku có khả năng cao các công chức chính phủ đang nổi dậy chống lại bức màn che đậy sự thật liên quan. Việc phát tán các tài liệu điều tra là đáng tiếc nhưng có lẽ đó là phản ứng đối với sự kiện hỗn loạn của chính phủ." Xã luận 'ai phát tán video Senkaku và mục đích là gì?' của Hokkaido Shimbun nêu quan điểm "điều đầu tiên là cần điều tra rõ ràng nguồn gốc video đến từ đâu. Vấn đề là sự quản lý tình báo cẩu thả của chính phủ. Ngay cả khi đó là thông tin bị che giấu trong một khoảng thời gian nhất định thì thông tin cần được công khai cho công chúng. Có thể nói rằng đây là kết quả từ sự mập mờ của chính phủ về thời điểm và cách thức tiết lộ đã dẫn đến tình trạng này. Hoặc có bất cứ ý định chống lại việc hồi phục quan hệ Nhật Bản–Trung Quốc đằng sau vụ phát tán. Hoặc đây là vấn đề nghiêm trọng." Hokugoku Shimbun phân tích rằng "video bị phát tán trên Internet được cho là một thất bại gấp đôi hoặc gấp ba của nội các Kan Naoto. Video về vụ va chạm tàu cá liên quan đến chủ quyền quốc gia đáng lẽ phải được công khai trước công chúng, nên tha thứ cho tình huống 'công khai trên mạng' không rõ nguồn gốc, việc xử lý vụ việc và thiết lập lại quan hệ ngoại giao với Trung Quốc đã trở nên khó khăn hơn. Thông tin điều tra cũng là 'bí mật đối ngoại' quan trọng mà chính phủ không công khai cho công chúng do những cân nhắc đối ngoại đã dễ dàng bị phát tán, đây là một điều nghiêm trọng'. Newsweek bình luận "trong vụ va chạm tàu Senkaku năm 2010 ngoài khơi quần đảo Senkaku khi thuyền trưởng người Trung Quốc được phóng thích dưới hình thức khuất phục trước áp lực của Trung Quốc, ngày 24 tháng 9 trở thành 'ngày sỉ nhục quốc gia'. Ngày 1 tháng 11, tổng thống Nga Dmitry Anatolyevich Medvedev thăm đảo Kunashir thuộc quần đảo Kuril, lợi dụng phản ứng của Nhật Bản trước khủng hoảng. Khi nhà lãnh đạo Nga thị sát hòn đảo mà Nhật Bản tuyên bố là lãnh thổ vốn có, người Nhật đã bị làm nhục hai lần chỉ trong hơn một tháng. Ngoài ra, như cựu Nghị trưởng Tham Nghị viện Nishioka Takeo đã nói rằng hành động vô trách nhiệm 'không triết học, không triết lý và không chính sách' của nội các Kan Naoto có thể đã tạo ra một số khía cạnh lợi thế cho các quốc gia láng giềng."

#### Biên tập tích cực
Yomiuri Shimbun xuất bản xã luận 'trách nhiệm né tránh công bố công khai phát tán video Senkaku của chính phủ' ngày 6 tháng 11 phân tích "khả năng cao nghi ngờ phát tán từ nội bộ chính phủ, đây là một tình huống rất đáng tiếc. Đáng tiếc hơn khi video được công chúng tiếp cận theo một hình thức bất thường như vậy. Theo phán quyết của quốc hội hoặc chính phủ, lẽ ra video nên được công khai cho công chúng sớm hơn. Điều đầu tiên, chính phủ phải điều tra kỹ lưỡng lộ trình phát tán. Quản lý thông tin quan trọng phải nghiêm ngặt để ngăn ngừa tái diễn. Nếu video được công bố ngay sau vụ va chạm tàu Senkaku năm 2010, truyền thông Trung Quốc đã không thể đưa tin bẻ cong sự thật rằng 'tàu tuần tra của Lực lượng Bảo vệ bờ biển Nhật Bản đã va chạm với tàu cá'. Tâm lý bài Nhật sẽ không tăng nhiều như vậy. Bây giờ việc điều tra đã kết thúc với kết quả phóng thích thuyền trưởng tàu cá, không có lý do gì để không công bố video. Chính phủ và đảng Dân chủ nên chịu trách nhiệm khi dẫn đến tình huống nghiêm trọng này. Trung Quốc đã nhanh chóng trấn áp học thuyết đường lối bài Nhật cứng rắn trong nước, cố gắng muốn khôi phục lại quan hệ Nhật Bản–Trung Quốc." Bài xã luận 'sáng tỏ sự thật với cảm giác khủng hoảng phát tán video' ngày 9 tháng 11 đề cập "video gần như được xác định do Lực lượng Bảo vệ bờ biển Ishigaki biên tập. Mặc dù video được lưu trữ ở cả Lực lượng Bảo vệ bờ biển và Văn phòng Công tố, nhưng không có bằng chứng nào cho thấy video bị phát tán từ phía công tố vào thời điểm này, có sự nghi ngờ mạnh mẽ rằng video bị phát tán từ Lực lượng Bảo vệ bờ biển. Việc giao phó cuộc điều tra cho các cơ quan công tố là điều đương nhiên. Tuy nhiên, rất khó để xác định người đăng khi phát tán từ một quán cà phê Internet có tính ẩn danh cao, không phải từ máy tính cá nhân. Cảnh sát đã tích lũy nghiệp vụ về điều tra tội phạm công nghệ cao. Các công tố viên muốn làm việc với cảnh sát để nhanh chóng làm sáng tỏ. Ngoài những sĩ quan phụ trách điều tra, các sĩ quan khác cũng có thể duyệt máy tính và sao chép thông tin tương đối tự do. Vụ phát tán video cũng là một phần trách nhiệm của chính phủ, đáng lẽ ra cần phải công bố cho công chúng." Trong xã luận ngày 11 tháng 11 ngay sau khi sĩ quan 'sengoku38' thú nhận, Yomiuri Shimbun cho rằng "video được Lực lượng Bảo vệ bờ biển Ishigaki lưu trữ, làm thế nào các sĩ quan Lực lượng Bảo vệ bờ biển Kobe lại nhận được video? Có ai khác tham gia không? Nếu có một hành động chạm đến luật pháp, các cơ quan điều tra cần điều tra nghiêm túc. Ngay cả khi đã công bố video, quyết định của chính phủ và đảng Dân chủ là tiêu cực ngay từ đầu. Không thể phủ nhận rằng việc không công bố thông tin đáng được công khai đã dẫn đến một sai lầm mới là phát tán video. Theo Lực lượng Bảo vệ bờ biển, có những ý kiến 'thật vui khi nhìn thấy video' và 'không muốn tìm tội phạm'. Chính phủ nên cân nhắc việc công bố đầy đủ video cho công chúng."
Sankei Shimbun ngày 6 tháng 11 xuất bản xã luận 'sự yếu nhược của chính phủ là căn nguyên phát tán video Senkaku' nhận định "nỗi sợ hãi đã trở thành hiện thực. Trong vụ va chạm tàu Senkaku năm 2010 xảy ra ngoài khơi quần đảo Senkaku ở Okinawa, một video có thể do Lực lượng Bảo vệ bờ biển thực hiện đã bị phát tán trên Internet và tạo ra một tình huống nghiêm trọng làm rung chuyển chính phủ. Có hai vấn đề, một là quản lý tình báo buông lỏng nhưng nghiêm trọng hơn chính là quyết định che đậy video của chính phủ. Video được cho là lưu trữ nghiêm ngặt tại Lực lượng Bảo vệ bờ biển Nhật Bản và Văn phòng Công tố khu vực Naha, rất có khả năng những người trong cuộc đã tham gia phát tán. Nếu một số công chức phát tán video theo chủ ý cá nhân thì đây là một tình huống nghiêm trọng cho thấy sự thiếu vắng luân lý của bộ máy quan liêu. Dường như ý định đánh lạc hướng con mắt công chúng có thể được nhìn thấy qua cuộc 'truy tìm tội phạm' phát tán tình báo và cải cách tổ chức. Vấn đề lớn nhất là nội các Kan Naoto coi thường quyền được biết của công chúng và chỉ công bố video bị chỉnh sửa với thời lượng 7 phút cho một số nghĩ sĩ quốc hội. Lý do chính phủ không công khai là điều 47 của 'đạo luật tố tụng hình sự' có nội dung 'bằng chứng không thể công khai trước khi xét xử', nhưng điều 47 quy định rằng 'nếu có những lý do tất yếu vì lợi ích công chúng và tình huống được chấp thuận tương đương thì không bị giới hạn'. Chánh Văn phòng Nội các Sengoku Yoshito được cho là đã cố tình diễn giải vặn vẹo văn bản để giúp Trung Quốc được tham dự APEC Nhật Bản 2010. 'Chị đại' nên bao gồm cả chính phủ của đảng Dân chủ khi che đậy sự thật với công chúng và lặp lại ngoại giao chống Trung Quốc. Thủ tướng Kan Naoto nên thẳng thắn thừa nhận che đậy thông tin với công chúng và nên công khai tất cả video càng sớm càng tốt." Trong xã luận 'không lảng tránh thứ tự ưu tiên điều tra phát tán video' ngày 9 tháng 11, Sankei Shimbun viết "việc bất chính cần dựa theo luật và bằng chứng là điều đương nhiên. Tuy nhiên, bản chất của sự thật là video phản chiếu rõ ràng không có tàu cá Trung Quốc, chính phủ đã lừa dối công chúng. Chánh Văn phòng Nội các Sengoku bày tỏ ý định tăng cường hình phạt vi phạm bảo mật đối với các công chức chính phủ. Đây là một thay đổi thứ tự ưu tiên phản ứng. Điều khẩn cấp đầu tiên là công khai video và chấm dứt chính sách đối ngoại yếu nhược phi công khai trước Trung Quốc. Thực tế, một video được công khai ngay lập tức sau trận hải chiến với tàu Bắc Triều Tiên ở ngoài khơi quần đảo Amami năm 1999 (vụ tàu đáng ngờ ngoài khơi bán đảo Noto), hành động của Lực lượng Bảo vệ bờ biển được xác nhận hợp pháp. Lần này, chúng ta nên học lại bài học đó. Điều duy nhất giữ cho thuyền trưởng tàu cá người Trung Quốc mãi mãi không bị xét xử là che giấu video bí mật. Không thể tha thứ nếu nội các Kan Naoto cố gắng thu hút chú ý của công chúng vào truy tìm 'tội phạm' phát tán video, video nên được chính phủ công khai đầy đủ ngay lập tức." Trong bài xã luận 'Đừng nhầm lẫn bản chất vụ phát tán, lắng nghe Lực lượng Bảo vệ bờ biển' ngày 11 tháng 11, Sankei Shimbun phân tích "khía cạnh quan trọng đáp ứng 'quyền được biết' của công chúng qua vụ phát tán không thể bị bỏ qua. Các nhà điều tra cần làm rõ chi tiết động cơ và bối cảnh vụ phát tán. Luật sư phụ trách vụ án muốn tuyên bố của sĩ quan trưởng được truyền đạt đầy đủ. Phiên tòa hình sự phải bao quát đầy đủ tất cả các vấn đề và phải làm rõ điều gì đã khiến vi phạm này xảy ra. Đó là bản chất của vụ phát tán này. Thủ tướng Kan Naoto nói rằng 'hãy khách quan với vụ phát tán video' khi chính phủ thừa nhận có một cuộc xung đột với phía Trung Quốc, nhận xét đã đưa ra một số lợi ích.[...] Chính phủ nên công khai một video cho thế giới càng sớm càng tốt."
Nihon Keizai Shimbun xuất bản xã luận 'video Senkaku có thực sự xứng đáng bí mật' ngày 11 tháng 11 phân tích "Cố gắng quản lý kèm theo những đe dọa trừng phạt nghiêm khắc gây phản tác dụng nghiêm trọng, rõ ràng đàn áp quyền được biết của công chúng và giảm bớt quyền người tố giác hợp pháp của công chức. Đối với sự cố này, một câu hỏi rất lớn là liệu video có phải là bí mật đáng được bảo vệ bằng những hình phạt hình sự hay không.[...] Chính phủ đã đưa ra quan điểm rằng vì video là tài liệu chứng minh vụ va chạm tàu cá Trung Quốc nên không thể công khai video trước khi xét xử theo quy định của đạo luật tố tụng hình sự. Tuy nhiên, do đã phóng thích thuyền trưởng tàu cá người Trung Quốc cho phía Trung Quốc, thuyền trưởng đã không còn có thể bị xét xử và không sợ làm tổn hại danh dự của thuyền trưởng thông qua việc công khai video. Vì vậy, điều khoảng này không còn có thể là cơ sở để giữ bí mật." Trong xã luận ngày 19 tháng 11, Nihon Keizai Shimbun bình luận "theo nguyên tắc dân chủ mà trong đó công chúng có quyền biết thông tin về quản trị quốc gia, chính sách không công khai video của chính phủ cùng với cấp độ bảo mật thấp là sai lầm. Tuy nhiên, không có hành vi bất chính hoặc vi phạm trong chính sách phi công khai, nội dung video cũng không vi phạm hoặc bất chính. Miễn là khó có thể đánh giá phát tán video theo phương thức người tố giác, ngay cả khi dựa trên ý thức công lý cá nhân, khía cạnh một công chức chính phủ phản đối chính sách của chính phủ sẽ được nhấn mạnh. Để đạt được chính nghĩa, cần có những phương pháp phù hợp chính nghĩa. Trong khi lo ngại về phong trào ca ngợi hành động dũng khí của sĩ quan trưởng, một lần nữa yêu cầu công khai toàn bộ video."
Ryukyu Shimpo xuất bản xã luận 'vì sao không công khai video va chạm phát tán' ngày 6 tháng 11 phân tích "điều gây sốc hơn việc video bị phát tán ra bên ngoài chính là nội dung của video. Có thể nhìn thấy tàu cá Trung Quốc cố tình đâm vào tàu tuần tra của Lực lượng Bảo vệ bờ biển Nhật Bản. Bằng chứng thì hơn tranh luận [Mắt thấy tai nghe]. Sự thật là thuyền trưởng người Trung Quốc được phóng thích theo sự sắp đặt trong khi đã thừa nhận những hành vi phi pháp rõ ràng, đây là một phản ứng nghiêm trọng trong một quốc gia pháp quyền. Nếu đó là một người Nhật bị tấn công, không có khả năng video bị công khai trong quá trình điều tra. Tư thế khúm núm và không phản đối yêu cầu ích kỷ từ phía Trung Quốc của chính phủ Nhật Bản sau những cân nhắc chính trị đã uốn cong trật tự pháp lý càng trở nên rõ ràng hơn.[...] Những thứ không có trên bàn chính là sự phán đoán sai lầm của phía Nhật Bản khi phóng thích thuyền trưởng người Trung Quốc đã bị phơi bày dưới ánh sáng.[...] Chính phủ Nhật Bản đang bắt đầu tiến hành điều tra vấn đề phát tán video Senkaku. Có vẻ như chính phủ nóng lòng muốn thay thế vấn đề. Vấn đề lớn hơn vụ video bị phát tán chính là việc không khai video được công chúng Nhật Bản quan tâm và khuyến khích hành vi vô lý của phía Trung Quốc. Điều đầu tiên chính phủ Nhật Bản nên làm là kiểm điểm sâu sắc lại những phản ứng dại dột trong giai đoạn này, công khai tất cả các video do Lực lượng Bảo vệ bờ biển Nhật Bản thực hiện trước công chúng. Cần xác định nguyên nhân phát tán video Senkaku và ngăn chặn tái diễn." Tạp chí AERA cho biết có một cam kết mật ước giữa chính phủ Nhật Bản và chính phủ Trung Quốc nói rằng phía Nhật Bản sẽ không truy bắt trừ khi vụ việc leo thang nghiêm trọng trong quản chế xung quanh quần đảo Senkaku, dẫn lời một quan chức chính phủ Nhật Bản cho biết có hiểu ngầm rằng Nhật Bản sẽ không truy đuổi tàu chạy trốn. Tàu cá Trung Quốc đang chạy trốn trong video không được công khai vì lo ngại phía Trung Quốc sẽ biết cam kết ngầm đã bị phá vỡ.

### Dư luận Internet, anh hùng hóa sengoku38
Đa phần ý kiến ủng hộ phát tán video Senkaku nổi bật trên Internet, một số ý kiến đặt câu hỏi về cách phản ứng của chính phủ Nhật Bản, nhiều quan điểm khác nhau đã được viết trên Twitter như 'không phải một thứ đáng che giấu' hoặc 'sĩ quan Lực lượng Bảo vệ bờ biển Nhật Bản đã cố gắng hết sức', một video bản sao được đăng tải lại trên YouTube sau khi video gốc bị xóa đã ngay lập tức thu hút hơn một triệu lượt xem. Hệ thống bảng tin ẩn danh của 2channel tràn ngập bình luận 'một anh hùng' hoặc 'một người tố giác dũng cảm' hoặc 'chính phủ nên công khai', bảng tin 'Breaking News +' tại 2channel ghi nhận 311 chủ đề trong khoảng 96 giờ thảo luận về vụ phát tán video Senkaku. Một số nhà bình luận 'cảm thấy rất sảng khoái' hoặc ca ngợi 'anh hùng Nhật Bản', một số bình luận viên truyền hình lo ngại Nhật Bản 'có thể đánh mất sự tin cậy [bảo mật] của các quốc gia khác'.
Các áp phích về sengoku38 rất phổ biến, ngoài việc được gọi là SGK38 dựa theo tên nhóm nhạc thần tượng Nhật Bản AKB48 thì một bài hát giễu nhại "tôi muốn bạn thấy" dựa theo bài hát Aitakatta (tôi muốn gặp bạn) của AKB48 xuất hiện nổi bật trên 2channel, hơn 100 video liên quan đến vụ va chạm Senkaku được đăng tải vào ngày 7 tháng 11 trên Niconico. Nhiều thiết bị gia dụng in chữ SGK38 (như áo thun, cốc uống, túi xách, mũ) được bán thương mại, một số sản phẩm in kèm hàng chữ 'người tố giác vô tội' hoặc 'làm tốt lắm! sengoku38'. Theo khảo sát của Fuji TV, 83 trong tổng số 100 người Nhật tại Ginza ủng hộ hành động của sengoku38 và sĩ quan "sengoku38" được coi là một anh hùng.

### Biểu tình phản đối
Ngày 6 tháng 11, Cố lên Nhật Bản! Ủy ban Hành động Quốc gia và Hội nghị viên địa phương quốc gia Kusanagi tổ chức một hội nghị chỉ trích thái độ đàn áp nhân quyền của chính phủ Trung Quốc đối với người đoạt Giải Nobel Hòa bình Lưu Hiểu Ba, đồng thời phản đối chính sách không công khai video về vụ va chạm tàu Senkaku năm 2010 của chính phủ Nhật Bản tại Hội trường hòa nhạc ngoài trời Hibiya thuộc công viên Hibiya. Sau hội nghị, một cuộc biểu tình diễu hành từ Hội trường hòa nhạc ngoài trời Hibiya đến công viên Tokiwabashi với khoảng 4.500 người tham gia yêu cầu công khai video theo báo cáo từ bên tổ chức (hoặc khoảng 3.800 người theo báo cáo của cảnh sát). Ngày 11 tháng 11, khoảng 1.000 người (gồm người dân, các nhóm xã hội dân sự và chính trị cánh hữu) biểu tình phản đối việc điều trần sĩ quan trưởng trước trụ sở Phân khu Lực lượng Bảo vệ bờ biển Nhật Bản vùng 5, hô to khẩu hiệu 'đừng bắt anh ta'. Khoảng 17 giờ ngày 14 tháng 11, hàng trăm người biểu tình trước Tòa nhà Chính phủ Liên hợp khu vực Kobe (nơi đặt văn phòng của Lực lượng Bảo vệ bờ biển Kobe và trụ sở của Phân khu Lực lượng Bảo vệ bờ biển Nhật Bản vùng 5) khi sĩ quan trưởng đang bị điều trần, những người biểu tình giơ cao các biểu ngữ và hô to khẩu hiệu 'chính phủ công khai tất cả video' và 'bảo vệ sengoku38'.

### Phản ứng khác
Khoảng 8 giờ 30 phút ngày 5 tháng 11 tại boong thoát phía đông của ga Kawaguchi ở Kawaguchi thuộc Saitama, một người qua đường phát hiện một hộp bìa cứng gợn sóng đáng ngờ và trình báo cáo cho cảnh sát. Hộp ghi dòng chữ 'làm ơn lấy tự do' với 282 DVD bên trong và dường như có một video giống hệt với video Senkaku phát tán trên YouTube, 30 tờ rơi chỉ trích đảng Dân chủ. Khoảng 7 giờ 30 phút ngày 8 tháng 11 tại nhà vệ sinh của công viên Hikarigaoka ở Nerima thuộc Tokyo, một nhân viên bảo vệ phát hiện một đĩa CD-ROM có ghi tựa đề 'Senkaku' hoặc 'video Hải bảo' và trình báo với sở cảnh sát Hikarigaoka. Đạo diễn Rarecho phóng tác tập phim 41 của anime truyền hình 'Yawaraka Tank (やわらか戦車)' dựa theo vụ phát tán video Senkaku và vụ va chạm tàu Senkaku năm 2010.
Ngày 11 tháng 11, phóng viên Daisuke Kanda tại Asahi Shimbun cho biết Google Nhật Bản đã tiết lộ địa chỉ IP của quán cà phê Internet mà sĩ quan "sengoku38" phát tán, Daisuke nhấn mạnh trên Twitter rằng "nếu bạn sử dụng Internet, bàn chân bạn sẽ lưu vết. Nếu đó là một cơ quan truyền thông, phạm vi nguồn cấp tin được che giấu lưỡng sẽ không bao giờ để lại dấu chân. Tôi nghĩ rằng video đã được công bố (đối với những người dùng đang tự hỏi liệu video có được công bố hay không nếu truyền thông tin tức đã tiếp nhận thông tin cung cấp). Đối chiếu, điều đó chính xác vì truyền thông tin tức được cho là sẽ không công bố thông tin ngay cả khi nắm giữ sự thật. Tôi muốn bạn nghĩ về cách trở thành một người tố giác sử dụng truyền thông đại chúng tốt". Nhiều ý kiến trên Twitter cho rằng báo chí và truyền hình bị nghi ngờ bóp méo thông tin hoặc biên tập đơn giản video, một số ý kiến khác nhận định sĩ quan "sengoku38" sẽ ẩn danh tốt hơn nếu đăng tải video tại quán cà phê Internet du lịch hoặc chia sẻ qua phần mềm Winny hoặc gửi đến WikiLeaks. Một số ý kiến nghi ngờ tàu cá Trung Quốc liên đới mật thiết với Hải quân Quân Giải phóng Nhân dân Trung Quốc và có thể là lực lượng dân quân liên quan đến tình báo Trung Quốc, nghi ngờ cách thức tiếp cận khác thường của tàu cá Trung Quốc với các tàu tuần tra của Lực lượng Bảo vệ bờ biển Nhật Bản, đồng thời đại sứ Nhật Bản tại Trung Quốc Niwa Uichiro nhận được điện đàm từ chính phủ Trung Quốc ngay khi vụ va chạm vừa xảy ra. Sĩ quan "sengoku38" đã gửi một thẻ SD chứa đựng video ghi hình vụ va chạm tàu Senkaku năm 2010 đến CNNj (CNN phiên bản Nhật ngữ) trong một phong bì không ghi tên người gửi từ cuối tháng 10 đến đầu tháng 11, video được sĩ quan "sengoku38" đăng lên YouTube vào đêm ngày 4 tháng 11 sau khi CNNj không phát sóng, người phát ngôn CNN Nhật Bản thông báo chính thức "không có bình luận nào về trường hợp này".

## Phản ứng tại Trung Quốc

### Chính phủ Trung Quốc
Chính phủ Trung Quốc tuyên bố "quan tâm và bày tỏ lo ngại" tới phía Nhật Bản thông qua con đường ngoại giao vào ngày 5 tháng 11. Thứ trưởng Bộ Ngoại giao Trung Quốc Thôi Thiên Khải tuyên bố "chính nghĩa và sai phạm trong sự cố rất rõ ràng, sự thật rất rõ ràng. Nếu phía Nhật Bản thực sự nghiêm túc và chân thành vượt qua khó khăn hiện tại trong quan hệ Nhật Bản–Trung Quốc, thúc đẩy các mối quan hệ chiến lược và cùng có lợi, họ nên làm mọi cách có thể để tránh mọi cản trở'. Sau khi cải biên lại tuyên bố "tàu cá Trung Quốc bị một tàu tuần tra Nhật Bản đâm", người phát ngôn Bộ Ngoại giao Trung Quốc Hồng Lỗi nhấn mạnh "sự thật không thể bị thay đổi, tính bất hợp pháp trong hành vi của phía Nhật Bản không thể bị che đậy. Vụ va chạm xảy ra do phía Nhật Bản truy cản, theo dõi, bao vây tàu cá Trung Quốc trong khu vực quần đảo Điếu Ngư [quần đảo Senkaku theo cách gọi của Trung Quốc]". Cùng ngày, cựu đại sứ Trung Quốc tại Nhật Bản Trần Kiện bày tỏ "hy vọng dân chúng lưỡng quốc bình tĩnh", đồng thời nhấn mạnh phía Trung Quốc mong muốn hội nghị thượng đỉnh Trung-Nhật diễn ra tại APEC Nhật Bản 2010 khi nói "nếu các cuộc đàm phán không được thực hiện, thiệt hại quan hệ song phương rất lớn".
Ngày 9 tháng 11, Người phát ngôn Bộ Ngoại giao Trung Quốc Hồng Lỗi tiếp tục tuyên bố "Trung Quốc đã bày tỏ thái độ với vụ phát tán video va chạm tàu cá Trung Quốc trên Internet. Trung Quốc rất coi trọng quan hệ quan trọng Trung–Nhật và sẽ duy trì hướng phát triển tốt đẹp về quan hệ đối ứng chiến lược Trung–Nhật. Điều này phù hợp với lợi ích cơ bản của hai quốc gia và dân chúng lưỡng quốc. Hai bên đã song hành cùng nhau cải thiện quan hệ song phương, [do vậy] nên tiếp tục nỗ lực chung để vun đắp tình hữu nghị giữa hai dân tộc"; đồng thời thông báo Chủ tịch nước Cộng hòa Nhân dân Trung Hoa Hồ Cẩm Đào sẽ tham gia APEC Nhật Bản 2010 nhưng không có kế hoạch hội đàm với Thủ tướng Nhật Bản Kan Naoto. Ngày hôm sau, chính phủ Trung Quốc đã tạm dừng các cuộc đàm phán cấp bộ với Tokyo, một số người trong chính phủ Trung Quốc nghi ngờ video phát tán đã bị chỉnh sửa. Đại sứ Trung Quốc tại Nhật Bản Trình Vĩnh Hoa khẳng định "Điếu Ngư đảo và các đảo nhỏ phụ thuộc là lãnh thổ cố hữu của Trung Quốc từ thời cổ đại. Trung Quốc có đủ cơ sở pháp lý và lịch sử cho phương diện đối đáp. Trung Quốc luôn ủng hộ phương cách giải quyết tranh chấp qua đối thoại hiệp thương hữu nghị".

### Xã hội Trung Quốc
Đài truyền hình Phượng Hoàng và Nhân Dân nhật báo công bố tin tức vụ phát tán video Senkaku ngày 5 tháng 11, do YouTube bị chặn truy cập tại Trung Quốc nên người Trung Quốc không tiếp cận được video và phản ứng chưa rõ ràng, một số cư dân mạng Trung Quốc ca ngợi thuyền trưởng tàu cá anh hùng. Truyền thông đại chúng Trung Quốc không công bố video, chỉ đưa tin "các tàu tuần tra của Lực lượng Bảo vệ bờ biển Nhật Bản đâm tàu cá Trung Quốc" dẫn đến những chỉ trích dữ dội của người Trung Quốc đối với Nhật Bản. Ngày 6 tháng 11, một đoạn video ghi lại một trong các vụ va chạm được đăng tải trên Sina Weibo và Tencent QQ, một phiên bản video đầy đủ từ YouTube được đăng lại trên dịch vụ lưu trữ video nội địa Trung Quốc Ku6 Media nhưng sau đó đã bị xóa bỏ, video về vụ va chạm đăng trên đài truyền hình Phượng Hoàng là phiên bản duy nhất còn có thể truy cập.

### Truyền thông Trung Quốc
Lã Diệu Đông của Tân văn xã Trung Quốc chỉ trích "Mặc sự kháng nghị mạnh mẽ và áp lực ngoại giao từ Trung Quốc, phía Nhật Bản đã bị buộc phải trả lại ngư thuyền và phóng thích ngư dân sau khi đưa ra một vài tuyên bố mơ hồ, nhưng họ vẫn sử dụng nhiều phương diện khác nhau để suy đoán về Điếu Ngư đảo [quần đảo Senkaku theo cách gọi của Trung Quốc], hỗn hào thị thính, ngộ đạo công chúng. Các chính khách cá biệt và thế lực cực hữu [Nhật Bản] đôi khi đưa ra một số sai phạm sự thực, lời nói bội ước thường thấy, thực hiện một số hành động cực đoan, can nhiễu phá hoại cải thiện quan hệ Trung–Nhật, khiến những ai quan tâm quan hệ Trung–Nhật và níu giữ cải thiện quan hệ Trung–Nhật phải nghẹn ngào hối tiếc. Quần đảo Điếu Ngư và các đảo nhỏ phụ thuộc là lãnh thổ cố hữu của Trung Quốc từ thời cổ đại, Trung Quốc phát hiện trước tiên, đặt tên Điếu Ngư và thực thi quyền tài phán hữu hiệu". Học giả Vương Thiểu Phổ tại Viện Khoa học Xã hội Thượng Hải cho rằng "tuy video phát tán va chạm vốn không có ảnh hưởng cơ bản đến tính đúng sai sự kiện, nhưng cái gọi là 'chứng cứ có lợi' cho Nhật Bản đã lan rộng ra xã hội một cách bất thường, kích khởi tâm lý bài Trung của một số dân chúng Nhật Bản không tường chân tướng, không có lợi cho việc khôi phục ứng xử tình cảm hữu hảo dân chúng lưỡng quốc".
Thời báo Hoàn Cầu phân tích rằng "vấn đề Điếu Ngư đảo ngày càng nhiều tương đồng với vấn đề đền Yasukuni trước năm 2006, cũng như vén rèm gia tăng ''đỉnh đối địch" trong dân gian và nuốt chửng tín nhiệm tương hỗ sau nhiều năm tích lũy, tranh chấp bùng phát mâu thuẫn tính kết cấu lưỡng quốc, các cá nhân cụ thể và nhiều nhóm dụng ý tại Nhật Bản đã khiêu khích khởi phát sự cố, nhiều nhân tố Hoa Kỳ hiện hữu đang khởi động chờ đợi. Tuy nhiên, điểm khác biệt của sự cố đền Yasukuni do Thủ tướng Nhật Bản Koizumi Junichirō kích động khiến song phương Trung–Nhật không có một rào chắn trấn thủ tối cường cuối cùng phía sau, trong khi sự cố trên Điếu Ngư đảo thì Thủ tướng Nhật Bản Kan Naoto luôn lưu lại sách lược không 'tự thân thượng trận'. Ngoài ra, cán cân sức mạnh Trung–Mỹ–Nhật đã trải qua biến động lớn, khủng hoảng tài chính toàn cầu 2007-2008 đã thổi lên một bước ngoặt lịch sử cho quan hệ ba bên. Do đó, so với 'chiến thắng toàn diện' về vấn đề đền Yasukuni, Trung Quốc lần này có đủ điều kiện hơn để 'bất hoạch toàn thắng, tuyệt bất thu binh'". Đài truyền hình Phượng Hoàng bình luận "do tư liệu cơ mật của chính phủ Nhật Bản bị phát tán, dẫn đến bất mãn trong các đảng phái chính trị và dân chúng Nhật Bản. Tình trạng này đã xảy ra khi thuyền trưởng ngư thuyền Trung Quốc được phóng thích, kể từ đó, chính phủ Nhật Bản của đảng Dân chủ liên tục bị công kích bởi nhóm cá nhân diều hâu tại nội quốc Nhật Bản".

## Phản ứng quốc tế
Đài truyền hình American Broadcasting Company báo cáo về vụ phát tán video Senkaku vào buổi tối ngày 5 tháng 11 theo giờ địa phương, nhấn mạnh tình hình căng thẳng ngoại giao giữa Trung Quốc và Nhật Bản kể từ vụ va chạm tàu Senkaku năm 2010 cho đến hiện tại, lo ngại hội nghị thượng đỉnh Trung–Nhật tại APEC Nhật Bản 2010 có thể bị hủy bỏ và chính sách ngoại giao giữa hai quốc gia có thể xấu đi. The Wall Street Journal ngày 5 tháng 11 bình luận "video miêu tả một vụ va chạm diễn ra từ nhiều góc độ, bao gồm nhiều âm thanh thú vị với bầu không khí còi hú nổi bật, những cảnh báo điển hình công khai lời nói cứng rắn bằng tiếng Trung Quốc và trò chuyện trên tàu bằng tiếng Nhật. Phát tán có khả năng tiếp tục gây lúng túng cho chính phủ Nhật Bản sau một tuần ngồi trên đống lửa ở vụ phát tán thông tin điều tra khủng bố quốc tế tại Sở Cảnh sát Thủ đô Tokyo. Thuyền trưởng ngư thuyền Trung Quốc đã bị Nhật Bản bắt giam nhưng được phóng thích sau đó khi vụ việc leo thang thành một cuộc đối đầu ngoại giao lớn giữa Trung Quốc và Nhật Bản"; nhận định căng thẳng leo thang sẽ dần lắng xuống trong bối cảnh APEC Nhật Bản 2010 tại Yokohama sắp diễn ra. Tiến sĩ Joel Rathus tại Diễn đàn Đông Á nhìn nhận tàu cá Trung Quốc Mân Tấn Ngư 5179 đề cập đến khởi đầu thời chiến quốc trong lịch sử Trung Quốc, người phát tán video trên YouTube 'sengoku38' [chiến quốc 38] đề cập đến chiến tranh Trung–Nhật lần hai vào năm 1938 gây lo ngại về chủ nghĩa dân tộc mới.
The New York Times đưa tin "các cảnh quay vụ va chạm hiện đang được phát sóng trên các chương trình tin tức truyền hình Nhật Bản dường như cho thấy tàu Trung Quốc đâm vào hai tàu tuần tra của Lực lượng Bảo vệ bờ biển Nhật Bản trong một vùng biển tranh chấp. Nhật Bản đã bắt giữ thuyền trưởng tàu cá nhưng sau đó phóng thích do áp lực ngoại giao". Reuters nhận định "video này là một vấn đề đau đầu khác đối với chính phủ đang vật lộn của Thủ tướng Kan Naoto. Nó có thể làm quan điểm công chúng Nhật Bản cứng rắn chống lại Trung Quốc qua việc thủy thủ Trung Quốc được phóng thích sau đó, đồng thời gia tăng nhiều nghi ngờ về xử lý bảo mật của chính phủ". Los Angeles Times tường thuật "video cho thấy tàu cá đâm vào tàu tuần tra Nhật Bản giữa những tiếng la hét và còi báo động". Financial Times cho rằng "video về vụ va chạm giữa một tàu cá Trung Quốc và Lực lượng Bảo vệ bờ biển Nhật Bản bị phát tán trên Internet là sự leo thang có thể khiến gia tăng căng thẳng ngoại giao giữa các cường quốc quan trọng của Đông Á".
Zee News phân tích "video là một vấn đề đau đầu khác với chính phủ đang chật vật của Thủ tướng Kan Naoto trong tiềm ẩn khả năng, nếu xác thực, quan điểm công chúng Nhật Bản cứng rắn chống lại Trung Quốc khi nhận thấy thuyền trưởng người Trung Quốc sai phạm, dấy lên nghi ngờ về quản lý dữ liệu tình báo của chính phủ. Nội các Kan Naoto đã đối mặt với những chỉ trích nặng nề trong nước vì phóng thích thuyền trưởng và căng thẳng vẫn ở mức cao, mờ nhạt triển vọng đàm phán song phương với Chủ tịch Trung Quốc Hồ Cẩm Đào tại APEC Nhật Bản 2010 diễn ra ngày 13–14 tháng 11. Chuyến thị sát trong tuần này của tổng thống Nga Dmitry Anatolyevich Medvedev tới một đảo đang tranh chấp ở lãnh thổ phía bắc của Nhật Bản làm đóng băng quan hệ Nga–Nhật Bản và thêm vào danh sách những vấn đề của Kan". Bdnews24.com nhận định "Tokyo, Washington và các quốc gia Đông Nam Á ngày càng cảnh giác với ý định trỗi dậy của Trung Quốc khi chi tiêu mạnh tay hiện đại hóa quân đội, đưa hải quân vươn mình xa hơn và khẳng định chủ quyền trên toàn bộ biển Đông đang tranh chấp". Hội đồng Quan hệ đối ngoại phân tích "khu vực cảnh giác hơn với những khó khăn khác nhau mà nhiều quốc gia láng giềng của Trung Quốc đang đối mặt trước các hoạt động hàng hải và yêu sách công khai trên vùng biển châu Á, câu hỏi phải đặt ra là liệu có thể đang có một cạnh tranh khác nhằm đẩy mạnh không khí tranh chấp hiện trạng hàng hải châu Á hay không". Radio France Internationale cho rằng "chính phủ cánh trung tả [Nhật Bản] bị phê phán là đã đầu hàng trước Trung Quốc và Nga trong hai vụ tranh chấp biển đảo, cũng như đã đánh mất sự tin cậy nơi đồng minh bảo vệ mình là Hoa Kỳ".